# Lista de asteroides (380001-381000)
Esta é uma lista parcial de asteroides, do asteroide número 380001 até o 381000, inclusive. Veja também o índice com todas as listas disponíveis.

| Objeto Próximos à Terra | Cinturão de asteroides (interno) | Cinturão de asteroides (externo) | Centauro       |
| Cruzador de Marte       | Cinturão de asteroides (meio)    | Troianos de Júpiter              | Transnetuniano |

Veja mais dados de cada asteroide na ligação externa para o Minor Planet Center na última coluna.
Índice: 380001... 380101... 380201... 380301... 380401... 380501... 380601... 380701... 380801... 380901... 

## 380001–380100
| Designação | Designação | Descoberta  | Descoberta       | Descobridor(es)     | Categoria | Mais informações / Referência |
| Permanente | Provisória | Data        | Local            | Descobridor(es)     | Categoria | Mais informações / Referência |
| ---------- | ---------- | ----------- | ---------------- | ------------------- | --------- | ----------------------------- |
| 380001     | 2013 EM32  | 17 nov 2007 | Catalina         | CSS                 | —         | MPC                           |
| 380002     | 2013 EV96  | 12 fev 2008 | Kitt Peak        | Spacewatch          | —         | MPC                           |
| 380003     | 2013 GD45  | 27 jan 2007 | Kitt Peak        | Spacewatch          | —         | MPC                           |
| 380004     | 2013 GS95  | 24 mar 2003 | Kitt Peak        | Spacewatch          | —         | MPC                           |
| 380005     | 2013 GG103 | 10 fev 2002 | Socorro          | LINEAR              | Brangane  | MPC                           |
| 380006     | 2013 GZ109 | 16 jan 2008 | Mount Lemmon     | Mount Lemmon Survey | —         | MPC                           |
| 380007     | 2013 JE44  | 27 mar 2003 | Kitt Peak        | Spacewatch          | —         | MPC                           |
| 380008     | 2013 NT6   | 7 mar 2009  | Mount Lemmon     | Mount Lemmon Survey | —         | MPC                           |
| 380009     | 2013 OS6   | 4 nov 2004  | Kitt Peak        | Spacewatch          | —         | MPC                           |
| 380010     | 2013 OG8   | 29 out 2005 | Catalina         | CSS                 | —         | MPC                           |
| 380011     | 2013 PH2   | 21 fev 2007 | Mount Lemmon     | Mount Lemmon Survey | —         | MPC                           |
| 380012     | 2013 PN11  | 24 set 1960 | Palomar          | PLS                 | Mitidika  | MPC                           |
| 380013     | 2013 PX28  | 10 mar 2008 | Kitt Peak        | Spacewatch          | —         | MPC                           |
| 380014     | 2013 PS36  | 12 jan 2002 | Kitt Peak        | Spacewatch          | —         | MPC                           |
| 380015     | 2013 PA49  | 20 nov 2003 | Kitt Peak        | Spacewatch          | —         | MPC                           |
| 380016     | 2013 PX60  | 7 out 2004  | Anderson Mesa    | LONEOS              | —         | MPC                           |
| 380017     | 2013 PP69  | 5 jul 2000  | Anderson Mesa    | LONEOS              | —         | MPC                           |
| 380018     | 2013 PB70  | 21 jul 2006 | Mount Lemmon     | Mount Lemmon Survey | —         | MPC                           |
| 380019     | 2013 PY73  | 16 abr 2005 | Kitt Peak        | Spacewatch          | —         | MPC                           |
| 380020     | 2013 PL74  | 9 out 2004  | Anderson Mesa    | LONEOS              | —         | MPC                           |
| 380021     | 2013 QD2   | 10 nov 2009 | Catalina         | CSS                 | —         | MPC                           |
| 380022     | 2013 QH3   | 13 mai 2008 | Mount Lemmon     | Mount Lemmon Survey | —         | MPC                           |
| 380023     | 2013 QL16  | 16 set 2001 | Socorro          | LINEAR              | —         | MPC                           |
| 380024     | 2013 QN18  | 16 fev 2010 | Mount Lemmon     | Mount Lemmon Survey | —         | MPC                           |
| 380025     | 2013 QQ21  | 2 jan 2011  | Mount Lemmon     | Mount Lemmon Survey | Eos       | MPC                           |
| 380026     | 2013 QT26  | 20 out 2003 | Socorro          | LINEAR              | —         | MPC                           |
| 380027     | 2013 QF33  | 23 nov 2003 | Kitt Peak        | Spacewatch          | —         | MPC                           |
| 380028     | 2013 QZ42  | 26 out 2009 | Mount Lemmon     | Mount Lemmon Survey | —         | MPC                           |
| 380029     | 2013 QE50  | 19 dez 2004 | Mount Lemmon     | Mount Lemmon Survey | —         | MPC                           |
| 380030     | 2013 QR57  | 24 abr 2001 | Kitt Peak        | Spacewatch          | —         | MPC                           |
| 380031     | 2013 QK62  | 24 nov 2006 | Mount Lemmon     | Mount Lemmon Survey | Mitidika  | MPC                           |
| 380032     | 2013 QD69  | 22 nov 2009 | Catalina         | CSS                 | —         | MPC                           |
| 380033     | 2013 QX94  | 5 set 2007  | Mount Lemmon     | Mount Lemmon Survey | —         | MPC                           |
| 380034     | 2013 RE2   | 21 fev 2001 | Kitt Peak        | Spacewatch          | —         | MPC                           |
| 380035     | 2013 RG14  | 3 mai 2008  | Mount Lemmon     | Mount Lemmon Survey | —         | MPC                           |
| 380036     | 2013 RF25  | 9 nov 2008  | Mount Lemmon     | Mount Lemmon Survey | —         | MPC                           |
| 380037     | 2013 RW25  | 17 fev 2004 | Kitt Peak        | Spacewatch          | —         | MPC                           |
| 380038     | 2013 RF26  | 22 abr 2007 | Mount Lemmon     | Mount Lemmon Survey | Eos       | MPC                           |
| 380039     | 2013 RE27  | 2 abr 2005  | Mount Lemmon     | Mount Lemmon Survey | —         | MPC                           |
| 380040     | 2013 RC35  | 9 dez 2004  | Kitt Peak        | Spacewatch          | —         | MPC                           |
| 380041     | 2013 RH35  | 11 jan 2008 | Mount Lemmon     | Mount Lemmon Survey | —         | MPC                           |
| 380042     | 2013 RL36  | 14 set 1998 | Kitt Peak        | Spacewatch          | —         | MPC                           |
| 380043     | 2013 RK37  | 18 mar 2004 | Socorro          | LINEAR              | Juno      | MPC                           |
| 380044     | 2013 RD39  | 9 out 2004  | Kitt Peak        | Spacewatch          | —         | MPC                           |
| 380045     | 2013 RH47  | 28 ago 2006 | Catalina         | CSS                 | —         | MPC                           |
| 380046     | 2013 RH58  | 24 jul 1993 | Kitt Peak        | Spacewatch          | —         | MPC                           |
| 380047     | 2013 RU60  | 5 dez 2007  | Kitt Peak        | Spacewatch          | —         | MPC                           |
| 380048     | 2013 RN68  | 7 out 2004  | Kitt Peak        | Spacewatch          | Eos       | MPC                           |
| 380049     | 2013 RQ68  | 11 set 2005 | Kitt Peak        | Spacewatch          | —         | MPC                           |
| 380050     | 2013 RM69  | 22 dez 2003 | Socorro          | LINEAR              | —         | MPC                           |
| 380051     | 2013 RC72  | 27 out 2005 | Mount Lemmon     | Mount Lemmon Survey | —         | MPC                           |
| 380052     | 2013 RR72  | 29 abr 2003 | Kitt Peak        | Spacewatch          | —         | MPC                           |
| 380053     | 2013 RU72  | 6 jan 2010  | Kitt Peak        | Spacewatch          | —         | MPC                           |
| 380054     | 2013 RN73  | 25 mar 2004 | Siding Spring    | SSS                 | —         | MPC                           |
| 380055     | 2013 RV74  | 22 ago 2003 | Campo Imperatore | CINEOS              | —         | MPC                           |
| 380056     | 2013 RW74  | 2 out 1999  | Kitt Peak        | Spacewatch          | —         | MPC                           |
| 380057     | 2013 RF81  | 1 out 1999  | Kitt Peak        | Spacewatch          | —         | MPC                           |
| 380058     | 2013 RB82  | 24 nov 2009 | Catalina         | CSS                 | —         | MPC                           |
| 380059     | 2013 RU83  | 16 dez 2007 | Mount Lemmon     | Mount Lemmon Survey | —         | MPC                           |
| 380060     | 2013 RG92  | 22 out 2008 | Kitt Peak        | Spacewatch          | —         | MPC                           |
| 380061     | 2013 RE94  | 8 mar 2005  | Mount Lemmon     | Mount Lemmon Survey | —         | MPC                           |
| 380062     | 2013 SC10  | 30 out 2000 | Socorro          | LINEAR              | —         | MPC                           |
| 380063     | 2013 SO15  | 9 dez 2004  | Kitt Peak        | Spacewatch          | —         | MPC                           |
| 380064     | 2013 SS18  | 16 jun 2007 | Kitt Peak        | Spacewatch          | —         | MPC                           |
| 380065     | 2013 SE22  | 14 mar 2007 | Kitt Peak        | Spacewatch          | —         | MPC                           |
| 380066     | 2013 SQ22  | 5 out 1996  | Kitt Peak        | Spacewatch          | —         | MPC                           |
| 380067     | 2013 ST25  | 29 nov 2000 | Kitt Peak        | Spacewatch          | —         | MPC                           |
| 380068     | 2013 SK26  | 4 abr 2005  | Catalina         | CSS                 | —         | MPC                           |
| 380069     | 2013 SK27  | 14 out 2001 | Socorro          | LINEAR              | —         | MPC                           |
| 380070     | 2013 SG28  | 11 jan 2002 | Anderson Mesa    | LONEOS              | —         | MPC                           |
| 380071     | 2013 ST29  | 3 fev 2006  | Mount Lemmon     | Mount Lemmon Survey | —         | MPC                           |
| 380072     | 2013 SV29  | 27 dez 2005 | Mount Lemmon     | Mount Lemmon Survey | —         | MPC                           |
| 380073     | 2013 SK30  | 27 mai 2008 | Mount Lemmon     | Mount Lemmon Survey | —         | MPC                           |
| 380074     | 2013 SN31  | 17 nov 2009 | Kitt Peak        | Spacewatch          | —         | MPC                           |
| 380075     | 2013 SR31  | 7 abr 2008  | Kitt Peak        | Spacewatch          | —         | MPC                           |
| 380076     | 2013 SF33  | 8 nov 2008  | Mount Lemmon     | Mount Lemmon Survey | Brangane  | MPC                           |
| 380077     | 2013 SR36  | 11 set 2004 | Kitt Peak        | Spacewatch          | —         | MPC                           |
| 380078     | 2013 SL37  | 3 fev 2000  | Kitt Peak        | Spacewatch          | —         | MPC                           |
| 380079     | 2013 SY39  | 22 out 2005 | Kitt Peak        | Spacewatch          | —         | MPC                           |
| 380080     | 2013 SH40  | 28 set 2006 | Catalina         | CSS                 | —         | MPC                           |
| 380081     | 2013 SQ40  | 31 out 2000 | Socorro          | LINEAR              | —         | MPC                           |
| 380082     | 2013 SS40  | 31 ago 2000 | Socorro          | LINEAR              | —         | MPC                           |
| 380083     | 2013 SA44  | 5 out 1996  | Kitt Peak        | Spacewatch          | —         | MPC                           |
| 380084     | 2013 SK48  | 23 nov 2009 | Kitt Peak        | Spacewatch          | —         | MPC                           |
| 380085     | 2013 SA51  | 27 fev 2006 | Kitt Peak        | Spacewatch          | —         | MPC                           |
| 380086     | 2013 SE51  | 10 mar 2002 | Kitt Peak        | Spacewatch          | —         | MPC                           |
| 380087     | 2013 SJ51  | 13 mar 2007 | Mount Lemmon     | Mount Lemmon Survey | —         | MPC                           |
| 380088     | 2013 SU51  | 8 nov 2007  | Mount Lemmon     | Mount Lemmon Survey | —         | MPC                           |
| 380089     | 2013 SG52  | 25 mar 2007 | Mount Lemmon     | Mount Lemmon Survey | —         | MPC                           |
| 380090     | 2013 SW54  | 8 nov 2007  | Kitt Peak        | Spacewatch          | —         | MPC                           |
| 380091     | 2013 SH57  | 11 out 1977 | Palomar          | PLS                 | —         | MPC                           |
| 380092     | 2013 SG59  | 5 dez 2002  | Socorro          | LINEAR              | —         | MPC                           |
| 380093     | 2013 TS    | 25 abr 2007 | Kitt Peak        | Spacewatch          | —         | MPC                           |
| 380094     | 2013 TB1   | 2 dez 2005  | Mount Lemmon     | Mount Lemmon Survey | —         | MPC                           |
| 380095     | 2013 TK3   | 15 set 2004 | Kitt Peak        | Spacewatch          | —         | MPC                           |
| 380096     | 2013 TR6   | 11 abr 2008 | Mount Lemmon     | Mount Lemmon Survey | —         | MPC                           |
| 380097     | 2013 TW6   | 3 nov 2008  | Mount Lemmon     | Mount Lemmon Survey | —         | MPC                           |
| 380098     | 2013 TW7   | 7 nov 2008  | Mount Lemmon     | Mount Lemmon Survey | —         | MPC                           |
| 380099     | 2013 TT8   | 24 set 2000 | Anderson Mesa    | LONEOS              | —         | MPC                           |
| 380100     | 2013 TP10  | 4 fev 2000  | Kitt Peak        | Spacewatch          | —         | MPC                           |

## 380101–380200
| Designação | Designação | Descoberta  | Descoberta        | Descobridor(es)     | Categoria | Mais informações / Referência |
| Permanente | Provisória | Data        | Local             | Descobridor(es)     | Categoria | Mais informações / Referência |
| ---------- | ---------- | ----------- | ----------------- | ------------------- | --------- | ----------------------------- |
| 380101     | 2013 TP11  | 25 dez 2000 | Kitt Peak         | Spacewatch          | —         | MPC                           |
| 380102     | 2013 TX11  | 18 set 2004 | Socorro           | LINEAR              | —         | MPC                           |
| 380103     | 2013 TD14  | 19 mar 2004 | Socorro           | LINEAR              | —         | MPC                           |
| 380104     | 2013 TV18  | 30 abr 2006 | Kitt Peak         | Spacewatch          | —         | MPC                           |
| 380105     | 2013 TS23  | 21 dez 2000 | Kitt Peak         | Spacewatch          | —         | MPC                           |
| 380106     | 2013 TB25  | 29 fev 2008 | Kitt Peak         | Spacewatch          | —         | MPC                           |
| 380107     | 2013 TD30  | 2 mai 1997  | Caussols          | ODAS                | —         | MPC                           |
| 380108     | 2013 TR30  | 26 nov 2009 | Mount Lemmon      | Mount Lemmon Survey | —         | MPC                           |
| 380109     | 2013 TS32  | 2 set 2000  | Anderson Mesa     | LONEOS              | —         | MPC                           |
| 380110     | 2013 TF36  | 28 abr 2007 | Kitt Peak         | Spacewatch          | —         | MPC                           |
| 380111     | 2013 TO43  | 19 set 2003 | Socorro           | LINEAR              | —         | MPC                           |
| 380112     | 2013 TR46  | 10 out 2008 | Mount Lemmon      | Mount Lemmon Survey | —         | MPC                           |
| 380113     | 2013 TH51  | 26 mar 2006 | Kitt Peak         | Spacewatch          | —         | MPC                           |
| 380114     | 2013 TN65  | 6 set 2008  | Mount Lemmon      | Mount Lemmon Survey | Brangane  | MPC                           |
| 380115     | 1994 UJ8   | 28 out 1994 | Kitt Peak         | Spacewatch          | —         | MPC                           |
| 380116     | 1995 OH5   | 22 jul 1995 | Kitt Peak         | Spacewatch          | —         | MPC                           |
| 380117     | 1995 SJ40  | 25 set 1995 | Kitt Peak         | Spacewatch          | —         | MPC                           |
| 380118     | 1995 UJ12  | 17 out 1995 | Kitt Peak         | Spacewatch          | —         | MPC                           |
| 380119     | 1995 VS17  | 15 nov 1995 | Kitt Peak         | Spacewatch          | —         | MPC                           |
| 380120     | 1995 YQ4   | 16 dez 1995 | Kitt Peak         | Spacewatch          | —         | MPC                           |
| 380121     | 1996 AH12  | 15 jan 1996 | Kitt Peak         | Spacewatch          | —         | MPC                           |
| 380122     | 1996 AZ15  | 12 jan 1996 | Kitt Peak         | Spacewatch          | —         | MPC                           |
| 380123     | 1996 RL7   | 5 set 1996  | Kitt Peak         | Spacewatch          | —         | MPC                           |
| 380124     | 1996 RW10  | 8 set 1996  | Kitt Peak         | Spacewatch          | —         | MPC                           |
| 380125     | 1996 UC1   | 18 out 1996 | Haleakalā         | NEAT                | —         | MPC                           |
| 380126     | 1996 XU4   | 6 dez 1996  | Kitt Peak         | Spacewatch          | —         | MPC                           |
| 380127     | 1997 WW9   | 21 nov 1997 | Kitt Peak         | Spacewatch          | —         | MPC                           |
| 380128     | 1997 WB21  | 26 nov 1997 | Haleakala         | NEAT                | —         | MPC                           |
| 380129     | 1998 HB7   | 23 abr 1998 | Socorro           | LINEAR              | Eos       | MPC                           |
| 380130     | 1998 RS53  | 14 set 1998 | Socorro           | LINEAR              | —         | MPC                           |
| 380131     | 1998 SZ77  | 26 set 1998 | Socorro           | LINEAR              | —         | MPC                           |
| 380132     | 1998 TL3   | 14 out 1998 | Socorro           | LINEAR              | —         | MPC                           |
| 380133     | 1998 UX24  | 27 out 1998 | Kitt Peak         | Spacewatch          | —         | MPC                           |
| 380134     | 1999 JX11  | 12 mai 1999 | Socorro           | LINEAR              | —         | MPC                           |
| 380135     | 1999 RL7   | 3 set 1999  | Kitt Peak         | Spacewatch          | —         | MPC                           |
| 380136     | 1999 RQ58  | 7 set 1999  | Socorro           | LINEAR              | —         | MPC                           |
| 380137     | 1999 RK207 | 8 set 1999  | Socorro           | LINEAR              | —         | MPC                           |
| 380138     | 1999 TO30  | 4 out 1999  | Socorro           | LINEAR              | —         | MPC                           |
| 380139     | 1999 TS78  | 11 out 1999 | Kitt Peak         | Spacewatch          | —         | MPC                           |
| 380140     | 1999 TH119 | 4 out 1999  | Socorro           | LINEAR              | —         | MPC                           |
| 380141     | 1999 TO239 | 4 out 1999  | Catalina          | CSS                 | —         | MPC                           |
| 380142     | 1999 TT321 | 12 out 1999 | Kitt Peak         | Spacewatch          | —         | MPC                           |
| 380143     | 1999 UH3   | 19 out 1999 | Bergisch Gladbach | W. Bickel           | —         | MPC                           |
| 380144     | 1999 UX9   | 31 out 1999 | Socorro           | LINEAR              | —         | MPC                           |
| 380145     | 1999 UH31  | 31 out 1999 | Kitt Peak         | Spacewatch          | —         | MPC                           |
| 380146     | 1999 UD48  | 30 out 1999 | Catalina          | CSS                 | —         | MPC                           |
| 380147     | 1999 UR60  | 31 out 1999 | Socorro           | LINEAR              | —         | MPC                           |
| 380148     | 1999 VD18  | 2 nov 1999  | Kitt Peak         | Spacewatch          | —         | MPC                           |
| 380149     | 1999 VK79  | 4 nov 1999  | Socorro           | LINEAR              | —         | MPC                           |
| 380150     | 1999 VG125 | 6 nov 1999  | Kitt Peak         | Spacewatch          | —         | MPC                           |
| 380151     | 1999 VN202 | 5 nov 1999  | Kitt Peak         | Spacewatch          | —         | MPC                           |
| 380152     | 1999 YO4   | 28 dez 1999 | Socorro           | LINEAR              | —         | MPC                           |
| 380153     | 2000 AV39  | 3 jan 2000  | Socorro           | LINEAR              | —         | MPC                           |
| 380154     | 2000 AO49  | 5 jan 2000  | Socorro           | LINEAR              | —         | MPC                           |
| 380155     | 2000 AO146 | 7 jan 2000  | Socorro           | LINEAR              | —         | MPC                           |
| 380156     | 2000 BX20  | 28 jan 2000 | Kitt Peak         | Spacewatch          | —         | MPC                           |
| 380157     | 2000 BW21  | 29 jan 2000 | Kitt Peak         | Spacewatch          | —         | MPC                           |
| 380158     | 2000 EJ51  | 3 mar 2000  | Kitt Peak         | Spacewatch          | —         | MPC                           |
| 380159     | 2000 HR49  | 29 abr 2000 | Socorro           | LINEAR              | —         | MPC                           |
| 380160     | 2000 JO78  | 10 mai 2000 | Socorro           | LINEAR              | —         | MPC                           |
| 380161     | 2000 LD16  | 7 jun 2000  | Socorro           | LINEAR              | —         | MPC                           |
| 380162     | 2000 PB9   | 6 ago 2000  | Siding Spring     | R. H. McNaught      | —         | MPC                           |
| 380163     | 2000 QG59  | 26 ago 2000 | Socorro           | LINEAR              | —         | MPC                           |
| 380164     | 2000 QF73  | 24 ago 2000 | Socorro           | LINEAR              | —         | MPC                           |
| 380165     | 2000 QK82  | 24 ago 2000 | Socorro           | LINEAR              | —         | MPC                           |
| 380166     | 2000 QM115 | 25 ago 2000 | Socorro           | LINEAR              | —         | MPC                           |
| 380167     | 2000 QF137 | 31 ago 2000 | Socorro           | LINEAR              | Phocaea   | MPC                           |
| 380168     | 2000 QQ168 | 31 ago 2000 | Socorro           | LINEAR              | —         | MPC                           |
| 380169     | 2000 QD195 | 26 ago 2000 | Socorro           | LINEAR              | —         | MPC                           |
| 380170     | 2000 QJ210 | 31 ago 2000 | Socorro           | LINEAR              | —         | MPC                           |
| 380171     | 2000 RK20  | 1 set 2000  | Socorro           | LINEAR              | —         | MPC                           |
| 380172     | 2000 RF96  | 4 set 2000  | Haleakala         | NEAT                | —         | MPC                           |
| 380173     | 2000 SB11  | 5 set 2000  | Anderson Mesa     | LONEOS              | —         | MPC                           |
| 380174     | 2000 SW17  | 23 set 2000 | Socorro           | LINEAR              | —         | MPC                           |
| 380175     | 2000 SY29  | 24 set 2000 | Socorro           | LINEAR              | —         | MPC                           |
| 380176     | 2000 SC30  | 24 set 2000 | Socorro           | LINEAR              | —         | MPC                           |
| 380177     | 2000 SO51  | 23 set 2000 | Socorro           | LINEAR              | —         | MPC                           |
| 380178     | 2000 SO91  | 23 set 2000 | Socorro           | LINEAR              | Phocaea   | MPC                           |
| 380179     | 2000 SL114 | 24 set 2000 | Socorro           | LINEAR              | —         | MPC                           |
| 380180     | 2000 SQ138 | 23 set 2000 | Socorro           | LINEAR              | —         | MPC                           |
| 380181     | 2000 SJ149 | 24 set 2000 | Socorro           | LINEAR              | —         | MPC                           |
| 380182     | 2000 SN157 | 27 set 2000 | Socorro           | LINEAR              | —         | MPC                           |
| 380183     | 2000 SH284 | 23 set 2000 | Socorro           | LINEAR              | —         | MPC                           |
| 380184     | 2000 SE291 | 27 set 2000 | Socorro           | LINEAR              | —         | MPC                           |
| 380185     | 2000 SD295 | 27 set 2000 | Socorro           | LINEAR              | —         | MPC                           |
| 380186     | 2000 ST311 | 27 set 2000 | Socorro           | LINEAR              | —         | MPC                           |
| 380187     | 2000 WH2   | 16 nov 2000 | Socorro           | LINEAR              | —         | MPC                           |
| 380188     | 2000 WC67  | 26 nov 2000 | Socorro           | LINEAR              | —         | MPC                           |
| 380189     | 2000 WA70  | 19 nov 2000 | Socorro           | LINEAR              | —         | MPC                           |
| 380190     | 2000 WL80  | 20 nov 2000 | Socorro           | LINEAR              | —         | MPC                           |
| 380191     | 2000 WK93  | 21 nov 2000 | Socorro           | LINEAR              | —         | MPC                           |
| 380192     | 2000 WM134 | 19 nov 2000 | Socorro           | LINEAR              | Phocaea   | MPC                           |
| 380193     | 2000 WC172 | 25 nov 2000 | Socorro           | LINEAR              | —         | MPC                           |
| 380194     | 2000 WJ172 | 25 nov 2000 | Socorro           | LINEAR              | Eos       | MPC                           |
| 380195     | 2000 XE16  | 1 dez 2000  | Socorro           | LINEAR              | —         | MPC                           |
| 380196     | 2000 XH20  | 4 dez 2000  | Socorro           | LINEAR              | —         | MPC                           |
| 380197     | 2000 YD27  | 26 dez 2000 | Kitt Peak         | Spacewatch          | —         | MPC                           |
| 380198     | 2000 YZ27  | 27 dez 2000 | Anderson Mesa     | LONEOS              | —         | MPC                           |
| 380199     | 2000 YQ29  | 28 dez 2000 | Socorro           | LINEAR              | —         | MPC                           |
| 380200     | 2000 YL56  | 30 dez 2000 | Socorro           | LINEAR              | —         | MPC                           |

## 380201–380300
| Designação | Designação | Descoberta  | Descoberta       | Descobridor(es) | Categoria | Mais informações / Referência |
| Permanente | Provisória | Data        | Local            | Descobridor(es) | Categoria | Mais informações / Referência |
| ---------- | ---------- | ----------- | ---------------- | --------------- | --------- | ----------------------------- |
| 380201     | 2000 YH111 | 30 dez 2000 | Socorro          | LINEAR          | —         | MPC                           |
| 380202     | 2001 AL12  | 2 jan 2001  | Socorro          | LINEAR          | —         | MPC                           |
| 380203     | 2001 BE7   | 19 jan 2001 | Socorro          | LINEAR          | —         | MPC                           |
| 380204     | 2001 CS25  | 1 fev 2001  | Socorro          | LINEAR          | —         | MPC                           |
| 380205     | 2001 CA32  | 5 fev 2001  | Socorro          | LINEAR          | —         | MPC                           |
| 380206     | 2001 DK8   | 18 fev 2001 | Haleakala        | NEAT            | Juno      | MPC                           |
| 380207     | 2001 EV22  | 15 mar 2001 | Kitt Peak        | Spacewatch      | —         | MPC                           |
| 380208     | 2001 FH30  | 20 mar 2001 | Haleakala        | NEAT            | —         | MPC                           |
| 380209     | 2001 FZ43  | 18 mar 2001 | Socorro          | LINEAR          | —         | MPC                           |
| 380210     | 2001 HP4   | 18 abr 2001 | Socorro          | LINEAR          | —         | MPC                           |
| 380211     | 2001 HT45  | 17 abr 2001 | Anderson Mesa    | LONEOS          | —         | MPC                           |
| 380212     | 2001 OA30  | 19 jul 2001 | Palomar          | NEAT            | —         | MPC                           |
| 380213     | 2001 OX66  | 23 jul 2001 | Haleakala        | NEAT            | —         | MPC                           |
| 380214     | 2001 PW32  | 10 ago 2001 | Palomar          | NEAT            | —         | MPC                           |
| 380215     | 2001 QP47  | 16 ago 2001 | Socorro          | LINEAR          | —         | MPC                           |
| 380216     | 2001 QQ188 | 22 ago 2001 | Kitt Peak        | Spacewatch      | Mitidika  | MPC                           |
| 380217     | 2001 QP195 | 22 ago 2001 | Socorro          | LINEAR          | —         | MPC                           |
| 380218     | 2001 QM266 | 20 ago 2001 | Socorro          | LINEAR          | —         | MPC                           |
| 380219     | 2001 QN330 | 25 ago 2001 | Socorro          | LINEAR          | —         | MPC                           |
| 380220     | 2001 QT330 | 27 ago 2001 | Anderson Mesa    | LONEOS          | —         | MPC                           |
| 380221     | 2001 RQ38  | 8 set 2001  | Socorro          | LINEAR          | —         | MPC                           |
| 380222     | 2001 RJ54  | 12 set 2001 | Socorro          | LINEAR          | —         | MPC                           |
| 380223     | 2001 RZ63  | 10 set 2001 | Socorro          | LINEAR          | —         | MPC                           |
| 380224     | 2001 RY117 | 12 set 2001 | Socorro          | LINEAR          | Mitidika  | MPC                           |
| 380225     | 2001 RB141 | 12 set 2001 | Socorro          | LINEAR          | —         | MPC                           |
| 380226     | 2001 RB145 | 7 set 2001  | Palomar          | NEAT            | —         | MPC                           |
| 380227     | 2001 SN24  | 16 set 2001 | Socorro          | LINEAR          | —         | MPC                           |
| 380228     | 2001 SU125 | 16 set 2001 | Socorro          | LINEAR          | —         | MPC                           |
| 380229     | 2001 SQ132 | 16 set 2001 | Socorro          | LINEAR          | —         | MPC                           |
| 380230     | 2001 SP144 | 16 set 2001 | Socorro          | LINEAR          | —         | MPC                           |
| 380231     | 2001 SG147 | 16 set 2001 | Socorro          | LINEAR          | —         | MPC                           |
| 380232     | 2001 SM163 | 17 set 2001 | Socorro          | LINEAR          | —         | MPC                           |
| 380233     | 2001 SE188 | 19 set 2001 | Socorro          | LINEAR          | —         | MPC                           |
| 380234     | 2001 SE198 | 19 set 2001 | Socorro          | LINEAR          | —         | MPC                           |
| 380235     | 2001 SC302 | 20 set 2001 | Socorro          | LINEAR          | —         | MPC                           |
| 380236     | 2001 TY16  | 12 out 2001 | Campo Imperatore | CINEOS          | —         | MPC                           |
| 380237     | 2001 TX56  | 13 out 2001 | Palomar          | NEAT            | —         | MPC                           |
| 380238     | 2001 TY140 | 10 out 2001 | Palomar          | NEAT            | —         | MPC                           |
| 380239     | 2001 TV253 | 14 out 2001 | Apache Point     | SDSS            | Ursula    | MPC                           |
| 380240     | 2001 UA2   | 17 out 2001 | Socorro          | LINEAR          | —         | MPC                           |
| 380241     | 2001 UW11  | 23 out 2001 | Desert Eagle     | W. K. Y. Yeung  | —         | MPC                           |
| 380242     | 2001 UR31  | 16 out 2001 | Socorro          | LINEAR          | —         | MPC                           |
| 380243     | 2001 UX32  | 16 out 2001 | Socorro          | LINEAR          | —         | MPC                           |
| 380244     | 2001 UA73  | 16 out 2001 | Socorro          | LINEAR          | —         | MPC                           |
| 380245     | 2001 UO125 | 22 out 2001 | Palomar          | NEAT            | —         | MPC                           |
| 380246     | 2001 UD175 | 24 out 2001 | Palomar          | NEAT            | —         | MPC                           |
| 380247     | 2001 UT178 | 23 out 2001 | Palomar          | NEAT            | —         | MPC                           |
| 380248     | 2001 UC190 | 18 out 2001 | Palomar          | NEAT            | —         | MPC                           |
| 380249     | 2001 US209 | 20 out 2001 | Haleakala        | NEAT            | —         | MPC                           |
| 380250     | 2001 VF81  | 11 nov 2001 | Palomar          | NEAT            | —         | MPC                           |
| 380251     | 2001 WW45  | 19 nov 2001 | Socorro          | LINEAR          | —         | MPC                           |
| 380252     | 2001 WL60  | 21 out 2001 | Socorro          | LINEAR          | Ursula    | MPC                           |
| 380253     | 2001 WU70  | 20 nov 2001 | Socorro          | LINEAR          | —         | MPC                           |
| 380254     | 2001 WB87  | 18 nov 2001 | Socorro          | LINEAR          | —         | MPC                           |
| 380255     | 2001 XJ26  | 10 dez 2001 | Socorro          | LINEAR          | —         | MPC                           |
| 380256     | 2001 XL43  | 9 dez 2001  | Socorro          | LINEAR          | —         | MPC                           |
| 380257     | 2001 XN115 | 13 dez 2001 | Socorro          | LINEAR          | —         | MPC                           |
| 380258     | 2001 XU129 | 14 dez 2001 | Socorro          | LINEAR          | —         | MPC                           |
| 380259     | 2001 XN160 | 14 dez 2001 | Socorro          | LINEAR          | —         | MPC                           |
| 380260     | 2001 XB229 | 15 dez 2001 | Socorro          | LINEAR          | —         | MPC                           |
| 380261     | 2001 XU241 | 20 nov 2001 | Socorro          | LINEAR          | —         | MPC                           |
| 380262     | 2001 XV262 | 13 dez 2001 | Palomar          | NEAT            | —         | MPC                           |
| 380263     | 2001 YZ10  | 17 dez 2001 | Socorro          | LINEAR          | Phocaea   | MPC                           |
| 380264     | 2001 YA30  | 18 dez 2001 | Socorro          | LINEAR          | —         | MPC                           |
| 380265     | 2001 YR31  | 18 dez 2001 | Socorro          | LINEAR          | —         | MPC                           |
| 380266     | 2001 YU47  | 18 dez 2001 | Socorro          | LINEAR          | —         | MPC                           |
| 380267     | 2001 YM68  | 18 dez 2001 | Socorro          | LINEAR          | —         | MPC                           |
| 380268     | 2001 YQ71  | 18 dez 2001 | Socorro          | LINEAR          | —         | MPC                           |
| 380269     | 2001 YE113 | 17 dez 2001 | Kitt Peak        | Spacewatch      | —         | MPC                           |
| 380270     | 2001 YX138 | 22 dez 2001 | Kitt Peak        | Spacewatch      | —         | MPC                           |
| 380271     | 2001 YH139 | 24 dez 2001 | Haleakala        | NEAT            | —         | MPC                           |
| 380272     | 2002 AC11  | 12 jan 2002 | Oizumi           | T. Kobayashi    | —         | MPC                           |
| 380273     | 2002 AB44  | 9 jan 2002  | Socorro          | LINEAR          | —         | MPC                           |
| 380274     | 2002 AE46  | 9 jan 2002  | Socorro          | LINEAR          | —         | MPC                           |
| 380275     | 2002 AL65  | 11 jan 2002 | Socorro          | LINEAR          | —         | MPC                           |
| 380276     | 2002 AD68  | 9 jan 2002  | Kitt Peak        | Spacewatch      | —         | MPC                           |
| 380277     | 2002 AO69  | 8 jan 2002  | Socorro          | LINEAR          | —         | MPC                           |
| 380278     | 2002 AP102 | 8 jan 2002  | Socorro          | LINEAR          | —         | MPC                           |
| 380279     | 2002 AR102 | 8 jan 2002  | Socorro          | LINEAR          | —         | MPC                           |
| 380280     | 2002 AX131 | 8 jan 2002  | Socorro          | LINEAR          | —         | MPC                           |
| 380281     | 2002 AW142 | 13 jan 2002 | Socorro          | LINEAR          | —         | MPC                           |
| 380282     | 2002 AO148 | 11 jan 2002 | Socorro          | LINEAR          | —         | MPC                           |
| 380283     | 2002 AM156 | 13 jan 2002 | Socorro          | LINEAR          | —         | MPC                           |
| 380284     | 2002 AJ167 | 13 jan 2002 | Socorro          | LINEAR          | —         | MPC                           |
| 380285     | 2002 AQ169 | 14 jan 2002 | Socorro          | LINEAR          | —         | MPC                           |
| 380286     | 2002 BG23  | 23 jan 2002 | Socorro          | LINEAR          | —         | MPC                           |
| 380287     | 2002 BF30  | 22 jan 2002 | Kitt Peak        | Spacewatch      | —         | MPC                           |
| 380288     | 2002 BC31  | 19 jan 2002 | Socorro          | LINEAR          | —         | MPC                           |
| 380289     | 2002 CQ4   | 5 fev 2002  | Oaxaca           | J. M. Roe       | —         | MPC                           |
| 380290     | 2002 CF34  | 6 fev 2002  | Socorro          | LINEAR          | —         | MPC                           |
| 380291     | 2002 CO66  | 7 fev 2002  | Socorro          | LINEAR          | —         | MPC                           |
| 380292     | 2002 CD84  | 7 fev 2002  | Socorro          | LINEAR          | —         | MPC                           |
| 380293     | 2002 CK143 | 9 fev 2002  | Socorro          | LINEAR          | —         | MPC                           |
| 380294     | 2002 CT172 | 8 fev 2002  | Socorro          | LINEAR          | —         | MPC                           |
| 380295     | 2002 CS186 | 10 fev 2002 | Socorro          | LINEAR          | —         | MPC                           |
| 380296     | 2002 CU199 | 10 fev 2002 | Socorro          | LINEAR          | —         | MPC                           |
| 380297     | 2002 CD205 | 10 fev 2002 | Socorro          | LINEAR          | —         | MPC                           |
| 380298     | 2002 CS208 | 10 fev 2002 | Socorro          | LINEAR          | —         | MPC                           |
| 380299     | 2002 CB247 | 15 fev 2002 | Socorro          | LINEAR          | —         | MPC                           |
| 380300     | 2002 CY252 | 5 fev 2002  | Anderson Mesa    | LONEOS          | —         | MPC                           |

## 380301–380400
| Designação | Designação | Descoberta  | Descoberta       | Descobridor(es) | Categoria | Mais informações / Referência |
| Permanente | Provisória | Data        | Local            | Descobridor(es) | Categoria | Mais informações / Referência |
| ---------- | ---------- | ----------- | ---------------- | --------------- | --------- | ----------------------------- |
| 380301     | 2002 CV254 | 6 fev 2002  | Anderson Mesa    | LONEOS          | —         | MPC                           |
| 380302     | 2002 CT269 | 14 jan 2002 | Kitt Peak        | Spacewatch      | —         | MPC                           |
| 380303     | 2002 CO288 | 10 fev 2002 | Socorro          | LINEAR          | —         | MPC                           |
| 380304     | 2002 CJ290 | 10 fev 2002 | Socorro          | LINEAR          | —         | MPC                           |
| 380305     | 2002 DL6   | 20 fev 2002 | Kitt Peak        | Spacewatch      | —         | MPC                           |
| 380306     | 2002 EM18  | 9 mar 2002  | Kitt Peak        | Spacewatch      | —         | MPC                           |
| 380307     | 2002 EL23  | 5 mar 2002  | Kitt Peak        | Spacewatch      | Vesta     | MPC                           |
| 380308     | 2002 ED93  | 14 mar 2002 | Socorro          | LINEAR          | —         | MPC                           |
| 380309     | 2002 ED104 | 9 mar 2002  | Anderson Mesa    | LONEOS          | —         | MPC                           |
| 380310     | 2002 ET106 | 9 mar 2002  | Anderson Mesa    | LONEOS          | —         | MPC                           |
| 380311     | 2002 EO121 | 11 mar 2002 | Palomar          | NEAT            | —         | MPC                           |
| 380312     | 2002 FZ25  | 19 mar 2002 | Palomar          | NEAT            | —         | MPC                           |
| 380313     | 2002 GQ26  | 11 abr 2002 | Palomar          | NEAT            | —         | MPC                           |
| 380314     | 2002 GU40  | 4 abr 2002  | Palomar          | NEAT            | —         | MPC                           |
| 380315     | 2002 GA74  | 9 abr 2002  | Palomar          | NEAT            | —         | MPC                           |
| 380316     | 2002 GW78  | 9 abr 2002  | Kvistaberg       | UDAS            | —         | MPC                           |
| 380317     | 2002 GA81  | 10 abr 2002 | Socorro          | LINEAR          | —         | MPC                           |
| 380318     | 2002 GW128 | 12 abr 2002 | Socorro          | LINEAR          | —         | MPC                           |
| 380319     | 2002 GU172 | 10 abr 2002 | Socorro          | LINEAR          | —         | MPC                           |
| 380320     | 2002 GF178 | 12 abr 2002 | Palomar          | M. Meyer        | —         | MPC                           |
| 380321     | 2002 HF8   | 19 abr 2002 | Kitt Peak        | Spacewatch      | —         | MPC                           |
| 380322     | 2002 HR11  | 22 abr 2002 | Socorro          | LINEAR          | —         | MPC                           |
| 380323     | 2002 JN6   | 6 mai 2002  | Kitt Peak        | Spacewatch      | —         | MPC                           |
| 380324     | 2002 JV6   | 6 mai 2002  | Kitt Peak        | Spacewatch      | —         | MPC                           |
| 380325     | 2002 JT41  | 8 mai 2002  | Socorro          | LINEAR          | —         | MPC                           |
| 380326     | 2002 JC125 | 7 mai 2002  | Socorro          | LINEAR          | —         | MPC                           |
| 380327     | 2002 LO5   | 5 jun 2002  | Kitt Peak        | Spacewatch      | —         | MPC                           |
| 380328     | 2002 NK58  | 9 jul 2002  | Palomar          | NEAT            | —         | MPC                           |
| 380329     | 2002 OR8   | 19 jul 2002 | Palomar          | NEAT            | —         | MPC                           |
| 380330     | 2002 OF12  | 18 jul 2002 | Socorro          | LINEAR          | —         | MPC                           |
| 380331     | 2002 OA17  | 18 jul 2002 | Socorro          | LINEAR          | —         | MPC                           |
| 380332     | 2002 ON30  | 18 jul 2002 | Palomar          | NEAT            | —         | MPC                           |
| 380333     | 2002 PX23  | 6 ago 2002  | Palomar          | NEAT            | —         | MPC                           |
| 380334     | 2002 PZ87  | 8 ago 2002  | Anderson Mesa    | LONEOS          | —         | MPC                           |
| 380335     | 2002 PB113 | 12 ago 2002 | Socorro          | LINEAR          | —         | MPC                           |
| 380336     | 2002 PN141 | 15 ago 2002 | Socorro          | LINEAR          | —         | MPC                           |
| 380337     | 2002 PY184 | 11 ago 2002 | Palomar          | NEAT            | —         | MPC                           |
| 380338     | 2002 PT190 | 15 ago 2002 | Palomar          | NEAT            | —         | MPC                           |
| 380339     | 2002 PT201 | 26 jun 1997 | Kitt Peak        | Spacewatch      | —         | MPC                           |
| 380340     | 2002 QG65  | 17 ago 2002 | Palomar          | NEAT            | —         | MPC                           |
| 380341     | 2002 QN81  | 30 ago 2002 | Palomar          | NEAT            | —         | MPC                           |
| 380342     | 2002 QN96  | 18 ago 2002 | Palomar          | NEAT            | —         | MPC                           |
| 380343     | 2002 QO102 | 28 ago 2002 | Palomar          | NEAT            | —         | MPC                           |
| 380344     | 2002 QY104 | 26 ago 2002 | Palomar          | NEAT            | —         | MPC                           |
| 380345     | 2002 QK112 | 17 ago 2002 | Palomar          | NEAT            | —         | MPC                           |
| 380346     | 2002 QH117 | 16 ago 2002 | Palomar          | NEAT            | —         | MPC                           |
| 380347     | 2002 QZ137 | 17 ago 2002 | Palomar          | NEAT            | —         | MPC                           |
| 380348     | 2002 RB43  | 5 set 2002  | Socorro          | LINEAR          | —         | MPC                           |
| 380349     | 2002 RH151 | 12 set 2002 | Palomar          | NEAT            | —         | MPC                           |
| 380350     | 2002 RP193 | 12 set 2002 | Palomar          | NEAT            | —         | MPC                           |
| 380351     | 2002 RD217 | 14 set 2002 | Palomar          | NEAT            | —         | MPC                           |
| 380352     | 2002 RS227 | 14 set 2002 | Palomar          | NEAT            | —         | MPC                           |
| 380353     | 2002 RJ247 | 1 set 2002  | Palomar          | NEAT            | —         | MPC                           |
| 380354     | 2002 RG256 | 4 set 2002  | Palomar          | NEAT            | —         | MPC                           |
| 380355     | 2002 RH282 | 4 set 2002  | Palomar          | NEAT            | —         | MPC                           |
| 380356     | 2002 SE13  | 27 set 2002 | Palomar          | NEAT            | Juno      | MPC                           |
| 380357     | 2002 TD17  | 2 out 2002  | Socorro          | LINEAR          | —         | MPC                           |
| 380358     | 2002 TB24  | 2 out 2002  | Socorro          | LINEAR          | —         | MPC                           |
| 380359     | 2002 TN30  | 2 out 2002  | Socorro          | LINEAR          | —         | MPC                           |
| 380360     | 2002 TN62  | 3 out 2002  | Campo Imperatore | CINEOS          | —         | MPC                           |
| 380361     | 2002 TV85  | 2 out 2002  | Campo Imperatore | CINEOS          | Brangane  | MPC                           |
| 380362     | 2002 TD106 | 4 out 2002  | Kitt Peak        | Spacewatch      | —         | MPC                           |
| 380363     | 2002 TJ118 | 3 out 2002  | Palomar          | NEAT            | —         | MPC                           |
| 380364     | 2002 TG125 | 4 out 2002  | Palomar          | NEAT            | —         | MPC                           |
| 380365     | 2002 TB134 | 4 out 2002  | Palomar          | NEAT            | —         | MPC                           |
| 380366     | 2002 TR161 | 5 out 2002  | Socorro          | LINEAR          | —         | MPC                           |
| 380367     | 2002 TY185 | 4 out 2002  | Socorro          | LINEAR          | —         | MPC                           |
| 380368     | 2002 TJ188 | 4 out 2002  | Palomar          | NEAT            | —         | MPC                           |
| 380369     | 2002 TJ209 | 6 out 2002  | Socorro          | LINEAR          | —         | MPC                           |
| 380370     | 2002 TF216 | 5 out 2002  | Palomar          | NEAT            | —         | MPC                           |
| 380371     | 2002 TM217 | 7 out 2002  | Socorro          | LINEAR          | —         | MPC                           |
| 380372     | 2002 TZ222 | 7 out 2002  | Socorro          | LINEAR          | —         | MPC                           |
| 380373     | 2002 TS225 | 8 out 2002  | Anderson Mesa    | LONEOS          | —         | MPC                           |
| 380374     | 2002 TE310 | 4 out 2002  | Apache Point     | SDSS            | —         | MPC                           |
| 380375     | 2002 TQ333 | 5 out 2002  | Apache Point     | SDSS            | —         | MPC                           |
| 380376     | 2002 TW346 | 5 out 2002  | Apache Point     | SDSS            | —         | MPC                           |
| 380377     | 2002 TM348 | 5 out 2002  | Apache Point     | SDSS            | —         | MPC                           |
| 380378     | 2002 UC13  | 28 out 2002 | Haleakala        | NEAT            | —         | MPC                           |
| 380379     | 2002 UN62  | 30 out 2002 | Apache Point     | SDSS            | —         | MPC                           |
| 380380     | 2002 UP73  | 31 out 2002 | Palomar          | NEAT            | Mitidika  | MPC                           |
| 380381     | 2002 VZ9   | 1 nov 2002  | Palomar          | NEAT            | —         | MPC                           |
| 380382     | 2002 VS20  | 5 out 2002  | Socorro          | LINEAR          | —         | MPC                           |
| 380383     | 2002 VA24  | 5 nov 2002  | Socorro          | LINEAR          | —         | MPC                           |
| 380384     | 2002 VE64  | 6 nov 2002  | Anderson Mesa    | LONEOS          | —         | MPC                           |
| 380385     | 2002 VU68  | 7 nov 2002  | Anderson Mesa    | LONEOS          | —         | MPC                           |
| 380386     | 2002 VO74  | 7 nov 2002  | Socorro          | LINEAR          | —         | MPC                           |
| 380387     | 2002 VK123 | 13 nov 2002 | Palomar          | NEAT            | —         | MPC                           |
| 380388     | 2002 VX138 | 13 nov 2002 | Palomar          | NEAT            | —         | MPC                           |
| 380389     | 2002 WB26  | 16 nov 2002 | Palomar          | NEAT            | —         | MPC                           |
| 380390     | 2002 WJ30  | 24 nov 2002 | Palomar          | NEAT            | Mitidika  | MPC                           |
| 380391     | 2002 XC24  | 5 dez 2002  | Socorro          | LINEAR          | —         | MPC                           |
| 380392     | 2002 XS49  | 5 dez 2002  | Socorro          | LINEAR          | —         | MPC                           |
| 380393     | 2002 XL63  | 11 dez 2002 | Socorro          | LINEAR          | —         | MPC                           |
| 380394     | 2002 XM76  | 11 dez 2002 | Socorro          | LINEAR          | —         | MPC                           |
| 380395     | 2002 XK78  | 11 dez 2002 | Socorro          | LINEAR          | —         | MPC                           |
| 380396     | 2002 XB89  | 14 dez 2002 | Socorro          | LINEAR          | —         | MPC                           |
| 380397     | 2002 XE89  | 15 dez 2002 | Ametlla de Mar   | J. Nomen        | —         | MPC                           |
| 380398     | 2002 XL93  | 5 dez 2002  | Socorro          | LINEAR          | —         | MPC                           |
| 380399     | 2002 XZ115 | 5 dez 2002  | Palomar          | NEAT            | —         | MPC                           |
| 380400     | 2002 XV118 | 3 dez 2002  | Palomar          | NEAT            | —         | MPC                           |

## 380401–380500
| Designação         | Designação | Descoberta  | Descoberta    | Descobridor(es)        | Categoria | Mais informações / Referência |
| Permanente         | Provisória | Data        | Local         | Descobridor(es)        | Categoria | Mais informações / Referência |
| ------------------ | ---------- | ----------- | ------------- | ---------------------- | --------- | ----------------------------- |
| 380401             | 2002 XQ119 | 7 dez 2002  | Palomar       | NEAT                   | —         | MPC                           |
| 380402             | 2002 XB120 | 3 dez 2002  | Haleakala     | NEAT                   | —         | MPC                           |
| 380403             | 2002 YD7   | 28 dez 2002 | Anderson Mesa | LONEOS                 | —         | MPC                           |
| 380404             | 2002 YM7   | 31 dez 2002 | Socorro       | LINEAR                 | —         | MPC                           |
| 380405             | 2002 YZ17  | 31 dez 2002 | Socorro       | LINEAR                 | —         | MPC                           |
| 380406             | 2002 YG19  | 31 dez 2002 | Socorro       | LINEAR                 | —         | MPC                           |
| 380407             | 2003 AL9   | 3 jan 2003  | Kitt Peak     | Spacewatch             | —         | MPC                           |
| 380408             | 2003 AU22  | 7 jan 2003  | Socorro       | LINEAR                 | —         | MPC                           |
| 380409             | 2003 AA34  | 5 jan 2003  | Socorro       | LINEAR                 | —         | MPC                           |
| 380410             | 2003 AD54  | 5 jan 2003  | Socorro       | LINEAR                 | —         | MPC                           |
| 380411             | 2003 AM56  | 5 jan 2003  | Socorro       | LINEAR                 | —         | MPC                           |
| 380412             | 2003 AW71  | 11 jan 2003 | Palomar       | NEAT                   | —         | MPC                           |
| 380413             | 2003 AS76  | 10 jan 2003 | Socorro       | LINEAR                 | —         | MPC                           |
| 380414             | 2003 AK91  | 5 jan 2003  | Socorro       | LINEAR                 | —         | MPC                           |
| 380415             | 2003 AL92  | 7 jan 2003  | Socorro       | LINEAR                 | —         | MPC                           |
| 380416             | 2003 BT4   | 24 jan 2003 | La Silla      | A. Boattini, H. Scholl | —         | MPC                           |
| 380417             | 2003 BN6   | 24 jan 2003 | Palomar       | NEAT                   | —         | MPC                           |
| 380418             | 2003 BN7   | 26 jan 2003 | Anderson Mesa | LONEOS                 | —         | MPC                           |
| 380419             | 2003 BZ55  | 28 jan 2003 | Palomar       | NEAT                   | —         | MPC                           |
| 380420             | 2003 BE68  | 27 jan 2003 | Haleakala     | NEAT                   | —         | MPC                           |
| 380421             | 2003 DE14  | 4 dez 1996  | Kitt Peak     | Spacewatch             | —         | MPC                           |
| 380422             | 2003 EQ4   | 7 mar 2003  | Palomar       | NEAT                   | —         | MPC                           |
| 380423             | 2003 FM38  | 23 mar 2003 | Kitt Peak     | Spacewatch             | —         | MPC                           |
| 380424             | 2003 FO75  | 27 mar 2003 | Palomar       | NEAT                   | —         | MPC                           |
| 380425             | 2003 FQ76  | 27 mar 2003 | Palomar       | NEAT                   | —         | MPC                           |
| 380426             | 2003 HY2   | 24 abr 2003 | Kitt Peak     | Spacewatch             | —         | MPC                           |
| 380427             | 2003 HB44  | 27 abr 2003 | Anderson Mesa | LONEOS                 | —         | MPC                           |
| 380428             | 2003 JQ5   | 1 mai 2003  | Socorro       | LINEAR                 | —         | MPC                           |
| 380429             | 2003 PX11  | 1 ago 2003  | Socorro       | LINEAR                 | —         | MPC                           |
| 380430             | 2003 QX44  | 23 ago 2003 | Socorro       | LINEAR                 | —         | MPC                           |
| 380431             | 2003 QC57  | 23 ago 2003 | Socorro       | LINEAR                 | —         | MPC                           |
| 380432             | 2003 QP79  | 26 ago 2003 | Črni Vrh      | Črni Vrh               | —         | MPC                           |
| 380433             | 2003 QK97  | 30 ago 2003 | Kitt Peak     | Spacewatch             | —         | MPC                           |
| 380434             | 2003 QV114 | 20 ago 2003 | Haleakala     | NEAT                   | —         | MPC                           |
| 380435             | 2003 SZ86  | 17 set 2003 | Socorro       | LINEAR                 | —         | MPC                           |
| 380436             | 2003 SR87  | 17 set 2003 | Palomar       | NEAT                   | —         | MPC                           |
| 380437             | 2003 SP107 | 19 set 2003 | Anderson Mesa | LONEOS                 | —         | MPC                           |
| 380438             | 2003 SY210 | 23 set 2003 | Palomar       | NEAT                   | —         | MPC                           |
| 380439             | 2003 SG228 | 28 set 2003 | Kitt Peak     | Spacewatch             | —         | MPC                           |
| 380440             | 2003 ST236 | 26 set 2003 | Socorro       | LINEAR                 | —         | MPC                           |
| 380441             | 2003 SG257 | 1 set 2003  | Socorro       | LINEAR                 | —         | MPC                           |
| 380442             | 2003 SY259 | 28 set 2003 | Kitt Peak     | Spacewatch             | —         | MPC                           |
| 380443             | 2003 SK265 | 29 set 2003 | Kitt Peak     | Spacewatch             | —         | MPC                           |
| 380444             | 2003 SF281 | 18 set 2003 | Palomar       | NEAT                   | —         | MPC                           |
| 380445             | 2003 SH283 | 20 set 2003 | Socorro       | LINEAR                 | —         | MPC                           |
| 380446             | 2003 SN287 | 30 set 2003 | Kitt Peak     | Spacewatch             | —         | MPC                           |
| 380447             | 2003 SO312 | 17 set 2003 | Anderson Mesa | LONEOS                 | —         | MPC                           |
| 380448             | 2003 SA330 | 26 set 2003 | Apache Point  | SDSS                   | —         | MPC                           |
| 380449             | 2003 SF332 | 28 set 2003 | Socorro       | LINEAR                 | —         | MPC                           |
| 380450             | 2003 SM333 | 26 set 2003 | Apache Point  | SDSS                   | —         | MPC                           |
| 380451             | 2003 SQ350 | 19 set 2003 | Kitt Peak     | Spacewatch             | —         | MPC                           |
| 380452             | 2003 SP370 | 26 set 2003 | Apache Point  | SDSS                   | —         | MPC                           |
| 380453             | 2003 TX18  | 15 out 2003 | Anderson Mesa | LONEOS                 | —         | MPC                           |
| 380454             | 2003 TC35  | 1 out 2003  | Kitt Peak     | Spacewatch             | —         | MPC                           |
| 380455             | 2003 UL3   | 16 out 2003 | Palomar       | NEAT                   | —         | MPC                           |
| 380456             | 2003 UZ21  | 22 out 2003 | Kingsnake     | J. V. McClusky         | —         | MPC                           |
| 380457             | 2003 UO49  | 16 out 2003 | Palomar       | NEAT                   | —         | MPC                           |
| 380458             | 2003 UQ56  | 22 out 2003 | Kitt Peak     | Spacewatch             | —         | MPC                           |
| 380459             | 2003 UU155 | 20 out 2003 | Kitt Peak     | Spacewatch             | —         | MPC                           |
| 380460             | 2003 UQ171 | 20 out 2003 | Kitt Peak     | Spacewatch             | —         | MPC                           |
| 380461             | 2003 UD176 | 21 out 2003 | Anderson Mesa | LONEOS                 | —         | MPC                           |
| 380462             | 2003 UJ252 | 26 out 2003 | Kitt Peak     | Spacewatch             | —         | MPC                           |
| 380463             | 2003 UZ271 | 28 out 2003 | Socorro       | LINEAR                 | —         | MPC                           |
| 380464             | 2003 UB295 | 16 out 2003 | Kitt Peak     | Spacewatch             | —         | MPC                           |
| 380465             | 2003 UM314 | 20 out 2003 | Kitt Peak     | Spacewatch             | —         | MPC                           |
| 380466             | 2003 UV315 | 20 out 2003 | Socorro       | LINEAR                 | Charis    | MPC                           |
| 380467             | 2003 UG322 | 16 out 2003 | Kitt Peak     | Spacewatch             | —         | MPC                           |
| 380468             | 2003 UG326 | 17 out 2003 | Apache Point  | SDSS                   | —         | MPC                           |
| 380469             | 2003 UK343 | 19 out 2003 | Apache Point  | SDSS                   | —         | MPC                           |
| 380470             | 2003 UT367 | 28 set 2003 | Kitt Peak     | Spacewatch             | —         | MPC                           |
| 380471             | 2003 UG408 | 23 out 2003 | Apache Point  | SDSS                   | —         | MPC                           |
| 380472             | 2003 WR24  | 20 nov 2003 | Socorro       | LINEAR                 | —         | MPC                           |
| 380473             | 2003 WB90  | 16 nov 2003 | Kitt Peak     | Spacewatch             | —         | MPC                           |
| 380474             | 2003 WX92  | 19 nov 2003 | Anderson Mesa | LONEOS                 | —         | MPC                           |
| 380475             | 2003 WC101 | 21 nov 2003 | Socorro       | LINEAR                 | —         | MPC                           |
| 380476             | 2003 YO1   | 18 dez 2003 | Kitt Peak     | Spacewatch             | —         | MPC                           |
| 380477             | 2003 YR64  | 19 dez 2003 | Socorro       | LINEAR                 | —         | MPC                           |
| 380478             | 2003 YU86  | 19 dez 2003 | Socorro       | LINEAR                 | —         | MPC                           |
| 380479             | 2003 YP131 | 28 dez 2003 | Socorro       | LINEAR                 | —         | MPC                           |
| 380480 Glennhawley | 2003 YW176 | 16 dez 2003 | Mauna Kea     | D. D. Balam            | Brangane  | MPC                           |
| 380481             | 2003 YF181 | 22 dez 2003 | Kitt Peak     | Spacewatch             | —         | MPC                           |
| 380482             | 2004 AG4   | 15 jan 2004 | Kitt Peak     | Spacewatch             | —         | MPC                           |
| 380483             | 2004 AV6   | 15 jan 2004 | Kitt Peak     | Spacewatch             | —         | MPC                           |
| 380484             | 2004 AS23  | 22 dez 2003 | Kitt Peak     | Spacewatch             | —         | MPC                           |
| 380485             | 2004 BS29  | 18 jan 2004 | Palomar       | NEAT                   | —         | MPC                           |
| 380486             | 2004 BB50  | 21 jan 2004 | Socorro       | LINEAR                 | Brangane  | MPC                           |
| 380487             | 2004 BC75  | 21 jan 2004 | Socorro       | LINEAR                 | —         | MPC                           |
| 380488             | 2004 BX98  | 27 jan 2004 | Kitt Peak     | Spacewatch             | —         | MPC                           |
| 380489             | 2004 BS99  | 27 jan 2004 | Kitt Peak     | Spacewatch             | —         | MPC                           |
| 380490             | 2004 BV140 | 19 jan 2004 | Kitt Peak     | Spacewatch             | —         | MPC                           |
| 380491             | 2004 CM14  | 11 fev 2004 | Kitt Peak     | Spacewatch             | Brangane  | MPC                           |
| 380492             | 2004 CK21  | 11 fev 2004 | Anderson Mesa | LONEOS                 | —         | MPC                           |
| 380493             | 2004 CY22  | 12 fev 2004 | Kitt Peak     | Spacewatch             | —         | MPC                           |
| 380494             | 2004 CX49  | 11 fev 2004 | Palomar       | NEAT                   | Juno      | MPC                           |
| 380495             | 2004 CL89  | 11 fev 2004 | Kitt Peak     | Spacewatch             | —         | MPC                           |
| 380496             | 2004 CV110 | 13 fev 2004 | Kitt Peak     | Spacewatch             | —         | MPC                           |
| 380497             | 2004 CB119 | 11 fev 2004 | Kitt Peak     | Spacewatch             | —         | MPC                           |
| 380498             | 2004 DT    | 16 fev 2004 | Kitt Peak     | Spacewatch             | —         | MPC                           |
| 380499             | 2004 DC34  | 18 fev 2004 | Catalina      | CSS                    | —         | MPC                           |
| 380500             | 2004 DQ44  | 17 fev 2004 | Kitt Peak     | Spacewatch             | —         | MPC                           |

## 380501–380600
| Designação | Designação | Descoberta  | Descoberta       | Descobridor(es)          | Categoria | Mais informações / Referência |
| Permanente | Provisória | Data        | Local            | Descobridor(es)          | Categoria | Mais informações / Referência |
| ---------- | ---------- | ----------- | ---------------- | ------------------------ | --------- | ----------------------------- |
| 380501     | 2004 DZ57  | 23 fev 2004 | Socorro          | LINEAR                   | —         | MPC                           |
| 380502     | 2004 DZ69  | 4 jan 2004  | Siding Spring    | R. H. McNaught           | —         | MPC                           |
| 380503     | 2004 EY2   | 9 mar 2004  | Palomar          | NEAT                     | —         | MPC                           |
| 380504     | 2004 EP21  | 26 fev 2004 | Socorro          | LINEAR                   | —         | MPC                           |
| 380505     | 2004 EW44  | 15 mar 2004 | Kitt Peak        | Spacewatch               | —         | MPC                           |
| 380506     | 2004 EM65  | 14 mar 2004 | Socorro          | LINEAR                   | —         | MPC                           |
| 380507     | 2004 EL82  | 15 mar 2004 | Socorro          | LINEAR                   | —         | MPC                           |
| 380508     | 2004 EU111 | 15 mar 2004 | Socorro          | LINEAR                   | —         | MPC                           |
| 380509     | 2004 FY5   | 30 jan 2004 | Socorro          | LINEAR                   | —         | MPC                           |
| 380510     | 2004 FF8   | 18 jan 2004 | Kitt Peak        | Spacewatch               | —         | MPC                           |
| 380511     | 2004 FO9   | 16 mar 2004 | Kitt Peak        | Spacewatch               | —         | MPC                           |
| 380512     | 2004 FX44  | 16 mar 2004 | Socorro          | LINEAR                   | —         | MPC                           |
| 380513     | 2004 FL47  | 18 mar 2004 | Kitt Peak        | Spacewatch               | —         | MPC                           |
| 380514     | 2004 FF71  | 17 mar 2004 | Kitt Peak        | Spacewatch               | —         | MPC                           |
| 380515     | 2004 FQ93  | 22 mar 2004 | Socorro          | LINEAR                   | —         | MPC                           |
| 380516     | 2004 FX95  | 23 mar 2004 | Socorro          | LINEAR                   | —         | MPC                           |
| 380517     | 2004 FR103 | 23 mar 2004 | Socorro          | LINEAR                   | —         | MPC                           |
| 380518     | 2004 FC122 | 19 mar 2004 | Socorro          | LINEAR                   | —         | MPC                           |
| 380519     | 2004 FW124 | 27 mar 2004 | Socorro          | LINEAR                   | —         | MPC                           |
| 380520     | 2004 FV125 | 27 mar 2004 | Socorro          | LINEAR                   | —         | MPC                           |
| 380521     | 2004 FX160 | 18 mar 2004 | Palomar          | NEAT                     | —         | MPC                           |
| 380522     | 2004 GK    | 10 abr 2004 | Wrightwood       | J. W. Young              | —         | MPC                           |
| 380523     | 2004 GQ    | 27 mar 2004 | Socorro          | LINEAR                   | —         | MPC                           |
| 380524     | 2004 GY    | 11 abr 2004 | Catalina         | CSS                      | —         | MPC                           |
| 380525     | 2004 GE4   | 11 abr 2004 | Palomar          | NEAT                     | —         | MPC                           |
| 380526     | 2004 GN4   | 23 mar 2004 | Kitt Peak        | Spacewatch               | —         | MPC                           |
| 380527     | 2004 GQ11  | 12 abr 2004 | Socorro          | LINEAR                   | —         | MPC                           |
| 380528     | 2004 GU12  | 11 abr 2004 | Palomar          | NEAT                     | —         | MPC                           |
| 380529     | 2004 GJ53  | 13 abr 2004 | Kitt Peak        | Spacewatch               | —         | MPC                           |
| 380530     | 2004 GL58  | 14 abr 2004 | Kitt Peak        | Spacewatch               | —         | MPC                           |
| 380531     | 2004 GE59  | 12 abr 2004 | Palomar          | NEAT                     | —         | MPC                           |
| 380532     | 2004 GT75  | 15 abr 2004 | Siding Spring    | SSS                      | —         | MPC                           |
| 380533     | 2004 GH77  | 13 abr 2004 | Siding Spring    | SSS                      | —         | MPC                           |
| 380534     | 2004 HQ35  | 20 abr 2004 | Socorro          | LINEAR                   | —         | MPC                           |
| 380535     | 2004 HL44  | 31 mar 2004 | Kitt Peak        | Spacewatch               | —         | MPC                           |
| 380536     | 2004 HB49  | 22 abr 2004 | Campo Imperatore | CINEOS                   | Mitidika  | MPC                           |
| 380537     | 2004 HS55  | 24 abr 2004 | Socorro          | LINEAR                   | —         | MPC                           |
| 380538     | 2004 JY5   | 12 mai 2004 | Socorro          | LINEAR                   | Juno      | MPC                           |
| 380539     | 2004 JG56  | 12 mai 2004 | Apache Point     | SDSS                     | —         | MPC                           |
| 380540     | 2004 KQ10  | 19 mai 2004 | Campo Imperatore | CINEOS                   | —         | MPC                           |
| 380541     | 2004 KB13  | 23 mai 2004 | Socorro          | LINEAR                   | —         | MPC                           |
| 380542     | 2004 LA7   | 11 jun 2004 | Socorro          | LINEAR                   | —         | MPC                           |
| 380543     | 2004 NH10  | 9 jul 2004  | Socorro          | LINEAR                   | —         | MPC                           |
| 380544     | 2004 NV18  | 15 jun 2004 | Kitt Peak        | Spacewatch               | —         | MPC                           |
| 380545     | 2004 NL22  | 11 jul 2004 | Socorro          | LINEAR                   | —         | MPC                           |
| 380546     | 2004 NB25  | 18 jun 2004 | Socorro          | LINEAR                   | —         | MPC                           |
| 380547     | 2004 NR30  | 9 jul 2004  | Anderson Mesa    | LONEOS                   | —         | MPC                           |
| 380548     | 2004 NR33  | 14 jul 2004 | Siding Spring    | SSS                      | —         | MPC                           |
| 380549     | 2004 OJ4   | 17 jul 2004 | Reedy Creek      | J. Broughton             | —         | MPC                           |
| 380550     | 2004 OT5   | 16 jul 2004 | Reedy Creek      | J. Broughton             | —         | MPC                           |
| 380551     | 2004 OO9   | 20 jul 2004 | Reedy Creek      | J. Broughton             | —         | MPC                           |
| 380552     | 2004 PA    | 4 ago 2004  | Palomar          | NEAT                     | —         | MPC                           |
| 380553     | 2004 PX10  | 7 ago 2004  | Palomar          | NEAT                     | —         | MPC                           |
| 380554     | 2004 PC16  | 7 ago 2004  | Palomar          | NEAT                     | —         | MPC                           |
| 380555     | 2004 PZ16  | 7 ago 2004  | Campo Imperatore | CINEOS                   | —         | MPC                           |
| 380556     | 2004 PN48  | 8 ago 2004  | Socorro          | LINEAR                   | —         | MPC                           |
| 380557     | 2004 PT51  | 8 ago 2004  | Socorro          | LINEAR                   | —         | MPC                           |
| 380558     | 2004 PC81  | 10 ago 2004 | Socorro          | LINEAR                   | —         | MPC                           |
| 380559     | 2004 PR106 | 15 ago 2004 | Campo Imperatore | CINEOS                   | —         | MPC                           |
| 380560     | 2004 PQ109 | 12 ago 2004 | Cerro Tololo     | M. W. Buie               | —         | MPC                           |
| 380561     | 2004 QQ5   | 21 ago 2004 | Wise             | Wise Obs.                | —         | MPC                           |
| 380562     | 2004 QF9   | 20 ago 2004 | Siding Spring    | SSS                      | —         | MPC                           |
| 380563     | 2004 QB18  | 19 ago 2004 | Socorro          | LINEAR                   | —         | MPC                           |
| 380564     | 2004 QK18  | 13 ago 2004 | Socorro          | LINEAR                   | —         | MPC                           |
| 380565     | 2004 QO19  | 23 ago 2004 | Siding Spring    | SSS                      | —         | MPC                           |
| 380566     | 2004 QW24  | 24 ago 2004 | Siding Spring    | SSS                      | —         | MPC                           |
| 380567     | 2004 RD13  | 11 ago 2004 | Socorro          | LINEAR                   | —         | MPC                           |
| 380568     | 2004 RW22  | 7 set 2004  | Kitt Peak        | Spacewatch               | —         | MPC                           |
| 380569     | 2004 RR25  | 8 set 2004  | Campo Imperatore | CINEOS                   | Phocaea   | MPC                           |
| 380570     | 2004 RD40  | 7 set 2004  | Socorro          | LINEAR                   | —         | MPC                           |
| 380571     | 2004 RF56  | 8 set 2004  | Socorro          | LINEAR                   | —         | MPC                           |
| 380572     | 2004 RW93  | 8 set 2004  | Socorro          | LINEAR                   | —         | MPC                           |
| 380573     | 2004 RL110 | 11 set 2004 | Socorro          | LINEAR                   | —         | MPC                           |
| 380574     | 2004 RL114 | 7 set 2004  | Kitt Peak        | Spacewatch               | —         | MPC                           |
| 380575     | 2004 RT162 | 11 set 2004 | Socorro          | LINEAR                   | —         | MPC                           |
| 380576     | 2004 RE163 | 11 set 2004 | Kitt Peak        | Spacewatch               | —         | MPC                           |
| 380577     | 2004 RJ169 | 8 set 2004  | Socorro          | LINEAR                   | —         | MPC                           |
| 380578     | 2004 RR180 | 10 set 2004 | Socorro          | LINEAR                   | —         | MPC                           |
| 380579     | 2004 RP183 | 10 set 2004 | Socorro          | LINEAR                   | —         | MPC                           |
| 380580     | 2004 RZ187 | 10 set 2004 | Socorro          | LINEAR                   | —         | MPC                           |
| 380581     | 2004 RS195 | 10 set 2004 | Socorro          | LINEAR                   | —         | MPC                           |
| 380582     | 2004 RD206 | 10 set 2004 | Socorro          | LINEAR                   | —         | MPC                           |
| 380583     | 2004 RK209 | 11 set 2004 | Socorro          | LINEAR                   | —         | MPC                           |
| 380584     | 2004 RG216 | 11 set 2004 | Socorro          | LINEAR                   | —         | MPC                           |
| 380585     | 2004 RW217 | 11 set 2004 | Socorro          | LINEAR                   | —         | MPC                           |
| 380586     | 2004 RJ234 | 9 set 2004  | Kitt Peak        | Spacewatch               | —         | MPC                           |
| 380587     | 2004 RP243 | 10 set 2004 | Kitt Peak        | Spacewatch               | —         | MPC                           |
| 380588     | 2004 RY250 | 14 set 2004 | Socorro          | LINEAR                   | —         | MPC                           |
| 380589     | 2004 RX252 | 15 set 2004 | Socorro          | LINEAR                   | —         | MPC                           |
| 380590     | 2004 RP288 | 14 set 2004 | Andrushivka      | G. Koval'chuk, V. Lokot' | —         | MPC                           |
| 380591     | 2004 RP312 | 15 set 2004 | Anderson Mesa    | LONEOS                   | —         | MPC                           |
| 380592     | 2004 RE323 | 13 set 2004 | Socorro          | LINEAR                   | Phocaea   | MPC                           |
| 380593     | 2004 RY323 | 13 set 2004 | Socorro          | LINEAR                   | —         | MPC                           |
| 380594     | 2004 RA341 | 7 set 2004  | Socorro          | LINEAR                   | Phocaea   | MPC                           |
| 380595     | 2004 RU341 | 10 set 2004 | Kitt Peak        | Spacewatch               | —         | MPC                           |
| 380596     | 2004 SX3   | 17 set 2004 | Socorro          | LINEAR                   | —         | MPC                           |
| 380597     | 2004 SB4   | 17 set 2004 | Anderson Mesa    | LONEOS                   | —         | MPC                           |
| 380598     | 2004 SE22  | 17 set 2004 | Socorro          | LINEAR                   | Phocaea   | MPC                           |
| 380599     | 2004 SW28  | 17 set 2004 | Socorro          | LINEAR                   | —         | MPC                           |
| 380600     | 2004 SV40  | 17 set 2004 | Socorro          | LINEAR                   | —         | MPC                           |

## 380601–380700
| Designação    | Designação | Descoberta  | Descoberta     | Descobridor(es)        | Categoria | Mais informações / Referência |
| Permanente    | Provisória | Data        | Local          | Descobridor(es)        | Categoria | Mais informações / Referência |
| ------------- | ---------- | ----------- | -------------- | ---------------------- | --------- | ----------------------------- |
| 380601        | 2004 SD54  | 13 set 2004 | Anderson Mesa  | LONEOS                 | —         | MPC                           |
| 380602        | 2004 TE14  | 8 set 2004  | Socorro        | LINEAR                 | —         | MPC                           |
| 380603        | 2004 TO47  | 4 out 2004  | Kitt Peak      | Spacewatch             | —         | MPC                           |
| 380604        | 2004 TN56  | 5 out 2004  | Kitt Peak      | Spacewatch             | —         | MPC                           |
| 380605        | 2004 TO62  | 5 out 2004  | Kitt Peak      | Spacewatch             | —         | MPC                           |
| 380606        | 2004 TC68  | 5 out 2004  | Anderson Mesa  | LONEOS                 | —         | MPC                           |
| 380607 Sharma | 2004 TV69  | 5 out 2004  | Jarnac         | Jarnac Obs.            | —         | MPC                           |
| 380608        | 2004 TA70  | 5 out 2004  | Palomar        | NEAT                   | —         | MPC                           |
| 380609        | 2004 TP75  | 6 out 2004  | Palomar        | NEAT                   | —         | MPC                           |
| 380610        | 2004 TE96  | 5 out 2004  | Kitt Peak      | Spacewatch             | —         | MPC                           |
| 380611        | 2004 TD102 | 6 out 2004  | Kitt Peak      | Spacewatch             | —         | MPC                           |
| 380612        | 2004 TK123 | 7 out 2004  | Anderson Mesa  | LONEOS                 | —         | MPC                           |
| 380613        | 2004 TE126 | 7 out 2004  | Socorro        | LINEAR                 | —         | MPC                           |
| 380614        | 2004 TJ139 | 9 out 2004  | Anderson Mesa  | LONEOS                 | —         | MPC                           |
| 380615        | 2004 TQ161 | 6 out 2004  | Kitt Peak      | Spacewatch             | —         | MPC                           |
| 380616        | 2004 TW204 | 7 out 2004  | Kitt Peak      | Spacewatch             | —         | MPC                           |
| 380617        | 2004 TT220 | 6 out 2004  | Palomar        | NEAT                   | —         | MPC                           |
| 380618        | 2004 TS228 | 8 out 2004  | Kitt Peak      | Spacewatch             | —         | MPC                           |
| 380619        | 2004 TX249 | 7 out 2004  | Socorro        | LINEAR                 | —         | MPC                           |
| 380620        | 2004 TS274 | 9 out 2004  | Kitt Peak      | Spacewatch             | —         | MPC                           |
| 380621        | 2004 TU278 | 9 out 2004  | Kitt Peak      | Spacewatch             | —         | MPC                           |
| 380622        | 2004 TW287 | 9 out 2004  | Socorro        | LINEAR                 | —         | MPC                           |
| 380623        | 2004 TM294 | 10 out 2004 | Palomar        | NEAT                   | —         | MPC                           |
| 380624        | 2004 TU298 | 17 set 2004 | Kitt Peak      | Spacewatch             | —         | MPC                           |
| 380625        | 2004 TQ302 | 9 out 2004  | Socorro        | LINEAR                 | —         | MPC                           |
| 380626        | 2004 TZ336 | 11 out 2004 | Palomar        | NEAT                   | —         | MPC                           |
| 380627        | 2004 TM349 | 8 out 2004  | Kitt Peak      | Spacewatch             | —         | MPC                           |
| 380628        | 2004 TO349 | 8 out 2004  | Kitt Peak      | Spacewatch             | —         | MPC                           |
| 380629        | 2004 TO356 | 14 out 2004 | Anderson Mesa  | LONEOS                 | —         | MPC                           |
| 380630        | 2004 UM1   | 22 out 2004 | Pla D'Arguines | Pla D'Arguines Obs.    | —         | MPC                           |
| 380631        | 2004 VT19  | 7 out 2004  | Kitt Peak      | Spacewatch             | —         | MPC                           |
| 380632        | 2004 VH22  | 4 nov 2004  | Kitt Peak      | Spacewatch             | —         | MPC                           |
| 380633        | 2004 VP81  | 4 nov 2004  | Kitt Peak      | Spacewatch             | —         | MPC                           |
| 380634        | 2004 VD112 | 3 nov 2004  | Anderson Mesa  | LONEOS                 | —         | MPC                           |
| 380635        | 2004 XR9   | 2 dez 2004  | Catalina       | CSS                    | —         | MPC                           |
| 380636        | 2004 XN14  | 10 dez 2004 | Catalina       | CSS                    | —         | MPC                           |
| 380637        | 2004 XK22  | 8 dez 2004  | Socorro        | LINEAR                 | Phocaea   | MPC                           |
| 380638        | 2004 XK23  | 8 dez 2004  | Socorro        | LINEAR                 | Eos       | MPC                           |
| 380639        | 2004 XN42  | 2 dez 2004  | Palomar        | NEAT                   | —         | MPC                           |
| 380640        | 2004 XU56  | 10 dez 2004 | Kitt Peak      | Spacewatch             | —         | MPC                           |
| 380641        | 2004 XN107 | 11 dez 2004 | Socorro        | LINEAR                 | —         | MPC                           |
| 380642        | 2004 XD121 | 14 dez 2004 | Socorro        | LINEAR                 | —         | MPC                           |
| 380643        | 2004 XS124 | 11 dez 2004 | Catalina       | CSS                    | —         | MPC                           |
| 380644        | 2004 XG125 | 11 dez 2004 | Catalina       | CSS                    | —         | MPC                           |
| 380645        | 2004 XA138 | 13 dez 2004 | Kitt Peak      | Spacewatch             | —         | MPC                           |
| 380646        | 2004 XL140 | 13 dez 2004 | Kitt Peak      | Spacewatch             | —         | MPC                           |
| 380647        | 2004 XC163 | 15 dez 2004 | Socorro        | LINEAR                 | —         | MPC                           |
| 380648        | 2004 XH192 | 12 dez 2004 | Kitt Peak      | Spacewatch             | —         | MPC                           |
| 380649        | 2004 YU4   | 17 dez 2004 | Haleakala      | NEAT                   | —         | MPC                           |
| 380650        | 2004 YM27  | 16 dez 2004 | Socorro        | LINEAR                 | —         | MPC                           |
| 380651        | 2004 YS27  | 16 dez 2004 | Socorro        | LINEAR                 | —         | MPC                           |
| 380652        | 2005 AL6   | 6 jan 2005  | Socorro        | LINEAR                 | —         | MPC                           |
| 380653        | 2005 AR38  | 13 jan 2005 | Catalina       | CSS                    | —         | MPC                           |
| 380654        | 2005 BV28  | 31 jan 2005 | Palomar        | NEAT                   | —         | MPC                           |
| 380655        | 2005 CZ2   | 1 fev 2005  | Catalina       | CSS                    | —         | MPC                           |
| 380656        | 2005 CQ52  | 3 fev 2005  | Socorro        | LINEAR                 | —         | MPC                           |
| 380657        | 2005 DN1   | 17 fev 2005 | La Silla       | A. Boattini, H. Scholl | —         | MPC                           |
| 380658        | 2005 EM12  | 2 mar 2005  | Catalina       | CSS                    | —         | MPC                           |
| 380659        | 2005 EL19  | 3 mar 2005  | Kitt Peak      | Spacewatch             | —         | MPC                           |
| 380660        | 2005 EV54  | 4 mar 2005  | Kitt Peak      | Spacewatch             | —         | MPC                           |
| 380661        | 2005 EF137 | 9 mar 2005  | Mount Lemmon   | Mount Lemmon Survey    | —         | MPC                           |
| 380662        | 2005 EM152 | 10 mar 2005 | Kitt Peak      | Spacewatch             | —         | MPC                           |
| 380663        | 2005 EF187 | 10 mar 2005 | Mount Lemmon   | Mount Lemmon Survey    | Brangane  | MPC                           |
| 380664        | 2005 EE217 | 9 mar 2005  | Catalina       | CSS                    | —         | MPC                           |
| 380665        | 2005 EF224 | 10 mar 2005 | Anderson Mesa  | LONEOS                 | —         | MPC                           |
| 380666        | 2005 EV248 | 12 mar 2005 | Socorro        | LINEAR                 | —         | MPC                           |
| 380667        | 2005 EV257 | 11 mar 2005 | Mount Lemmon   | Mount Lemmon Survey    | —         | MPC                           |
| 380668        | 2005 EA279 | 9 mar 2005  | Mount Lemmon   | Mount Lemmon Survey    | —         | MPC                           |
| 380669        | 2005 EV281 | 10 mar 2005 | Catalina       | CSS                    | —         | MPC                           |
| 380670        | 2005 EO282 | 10 mar 2005 | Mount Lemmon   | Mount Lemmon Survey    | Brangane  | MPC                           |
| 380671        | 2005 GZ19  | 2 abr 2005  | Mount Lemmon   | Mount Lemmon Survey    | —         | MPC                           |
| 380672        | 2005 GL23  | 1 abr 2005  | Kitt Peak      | Spacewatch             | —         | MPC                           |
| 380673        | 2005 GN25  | 2 abr 2005  | Mount Lemmon   | Mount Lemmon Survey    | —         | MPC                           |
| 380674        | 2005 GF39  | 4 abr 2005  | Mount Lemmon   | Mount Lemmon Survey    | —         | MPC                           |
| 380675        | 2005 GH45  | 5 abr 2005  | Palomar        | NEAT                   | —         | MPC                           |
| 380676        | 2005 GN51  | 2 abr 2005  | Mount Lemmon   | Mount Lemmon Survey    | —         | MPC                           |
| 380677        | 2005 GX52  | 2 abr 2005  | Mount Lemmon   | Mount Lemmon Survey    | —         | MPC                           |
| 380678        | 2005 GO76  | 5 abr 2005  | Mount Lemmon   | Mount Lemmon Survey    | —         | MPC                           |
| 380679        | 2005 GS79  | 6 abr 2005  | Mount Lemmon   | Mount Lemmon Survey    | —         | MPC                           |
| 380680        | 2005 GK80  | 7 abr 2005  | Kitt Peak      | Spacewatch             | —         | MPC                           |
| 380681        | 2005 GN95  | 6 abr 2005  | Kitt Peak      | Spacewatch             | —         | MPC                           |
| 380682        | 2005 GK98  | 7 abr 2005  | Palomar        | NEAT                   | —         | MPC                           |
| 380683        | 2005 GY103 | 9 abr 2005  | Socorro        | LINEAR                 | —         | MPC                           |
| 380684        | 2005 GZ106 | 10 abr 2005 | Kitt Peak      | Spacewatch             | —         | MPC                           |
| 380685        | 2005 GE109 | 10 abr 2005 | Mount Lemmon   | Mount Lemmon Survey    | —         | MPC                           |
| 380686        | 2005 GR111 | 5 abr 2005  | Mount Lemmon   | Mount Lemmon Survey    | —         | MPC                           |
| 380687        | 2005 JG5   | 4 mai 2005  | Kitt Peak      | Spacewatch             | —         | MPC                           |
| 380688        | 2005 JA13  | 4 mai 2005  | Mauna Kea      | C. Veillet             | —         | MPC                           |
| 380689        | 2005 JB17  | 4 mai 2005  | Palomar        | NEAT                   | —         | MPC                           |
| 380690        | 2005 JW24  | 3 mai 2005  | Kitt Peak      | Spacewatch             | —         | MPC                           |
| 380691        | 2005 JW27  | 3 mai 2005  | Catalina       | CSS                    | —         | MPC                           |
| 380692        | 2005 JJ32  | 4 mai 2005  | Mount Lemmon   | Mount Lemmon Survey    | —         | MPC                           |
| 380693        | 2005 JY35  | 4 mai 2005  | Kitt Peak      | Spacewatch             | Brangane  | MPC                           |
| 380694        | 2005 JU59  | 8 mai 2005  | Kitt Peak      | Spacewatch             | —         | MPC                           |
| 380695        | 2005 JP60  | 8 mai 2005  | Socorro        | LINEAR                 | —         | MPC                           |
| 380696        | 2005 JB82  | 9 mai 2005  | Kitt Peak      | Spacewatch             | —         | MPC                           |
| 380697        | 2005 JV83  | 8 mai 2005  | Kitt Peak      | Spacewatch             | —         | MPC                           |
| 380698        | 2005 JK85  | 8 mai 2005  | Socorro        | LINEAR                 | —         | MPC                           |
| 380699        | 2005 JE88  | 10 mai 2005 | Kitt Peak      | Spacewatch             | —         | MPC                           |
| 380700        | 2005 JM111 | 9 mai 2005  | Socorro        | LINEAR                 | —         | MPC                           |

## 380701–380800
| Designação | Designação | Descoberta  | Descoberta    | Descobridor(es)     | Categoria | Mais informações / Referência |
| Permanente | Provisória | Data        | Local         | Descobridor(es)     | Categoria | Mais informações / Referência |
| ---------- | ---------- | ----------- | ------------- | ------------------- | --------- | ----------------------------- |
| 380701     | 2005 JK117 | 10 mai 2005 | Kitt Peak     | Spacewatch          | —         | MPC                           |
| 380702     | 2005 JE133 | 14 mai 2005 | Kitt Peak     | Spacewatch          | —         | MPC                           |
| 380703     | 2005 JS141 | 14 mai 2005 | Mount Lemmon  | Mount Lemmon Survey | —         | MPC                           |
| 380704     | 2005 JR157 | 4 mai 2005  | Palomar       | NEAT                | —         | MPC                           |
| 380705     | 2005 KT3   | 17 mai 2005 | Mount Lemmon  | Mount Lemmon Survey | —         | MPC                           |
| 380706     | 2005 KH6   | 17 mai 2005 | Socorro       | LINEAR              | —         | MPC                           |
| 380707     | 2005 LE39  | 11 jun 2005 | Kitt Peak     | Spacewatch          | —         | MPC                           |
| 380708     | 2005 LG53  | 13 jun 2005 | Mount Lemmon  | Mount Lemmon Survey | —         | MPC                           |
| 380709     | 2005 MK19  | 29 jun 2005 | Palomar       | NEAT                | —         | MPC                           |
| 380710     | 2005 MN32  | 28 jun 2005 | Palomar       | NEAT                | —         | MPC                           |
| 380711     | 2005 NN43  | 14 jun 2005 | Mount Lemmon  | Mount Lemmon Survey | —         | MPC                           |
| 380712     | 2005 NG49  | 4 jul 2005  | Mount Lemmon  | Mount Lemmon Survey | —         | MPC                           |
| 380713     | 2005 NY67  | 3 jul 2005  | Mount Lemmon  | Mount Lemmon Survey | —         | MPC                           |
| 380714     | 2005 NF93  | 5 jul 2005  | Palomar       | NEAT                | —         | MPC                           |
| 380715     | 2005 OC15  | 28 jul 2005 | Reedy Creek   | J. Broughton        | —         | MPC                           |
| 380716     | 2005 OS20  | 28 jul 2005 | Palomar       | NEAT                | —         | MPC                           |
| 380717     | 2005 QD11  | 27 ago 2005 | Junk Bond     | D. Healy            | —         | MPC                           |
| 380718     | 2005 QD20  | 26 ago 2005 | Anderson Mesa | LONEOS              | —         | MPC                           |
| 380719     | 2005 QY44  | 26 ago 2005 | Palomar       | NEAT                | —         | MPC                           |
| 380720     | 2005 QL58  | 25 ago 2005 | Palomar       | NEAT                | —         | MPC                           |
| 380721     | 2005 QL131 | 28 ago 2005 | Kitt Peak     | Spacewatch          | —         | MPC                           |
| 380722     | 2005 QY133 | 28 ago 2005 | Kitt Peak     | Spacewatch          | —         | MPC                           |
| 380723     | 2005 QO139 | 28 ago 2005 | Kitt Peak     | Spacewatch          | —         | MPC                           |
| 380724     | 2005 QD141 | 29 ago 2005 | Anderson Mesa | LONEOS              | —         | MPC                           |
| 380725     | 2005 QN158 | 26 ago 2005 | Palomar       | NEAT                | —         | MPC                           |
| 380726     | 2005 QZ177 | 31 ago 2005 | Kitt Peak     | Spacewatch          | —         | MPC                           |
| 380727     | 2005 QE183 | 31 ago 2005 | Anderson Mesa | LONEOS              | —         | MPC                           |
| 380728     | 2005 RM13  | 1 set 2005  | Palomar       | NEAT                | —         | MPC                           |
| 380729     | 2005 RX30  | 11 set 2005 | Anderson Mesa | LONEOS              | —         | MPC                           |
| 380730     | 2005 RH32  | 13 set 2005 | Kitt Peak     | Spacewatch          | —         | MPC                           |
| 380731     | 2005 RU47  | 13 set 2005 | Apache Point  | A. C. Becker        | —         | MPC                           |
| 380732     | 2005 SB7   | 24 set 2005 | Kitt Peak     | Spacewatch          | —         | MPC                           |
| 380733     | 2005 SY7   | 25 set 2005 | Catalina      | CSS                 | —         | MPC                           |
| 380734     | 2005 SW22  | 23 set 2005 | Kitt Peak     | Spacewatch          | —         | MPC                           |
| 380735     | 2005 SP26  | 23 set 2005 | Kitt Peak     | Spacewatch          | —         | MPC                           |
| 380736     | 2005 SJ27  | 23 set 2005 | Kitt Peak     | Spacewatch          | —         | MPC                           |
| 380737     | 2005 SD39  | 24 set 2005 | Kitt Peak     | Spacewatch          | —         | MPC                           |
| 380738     | 2005 SM49  | 24 set 2005 | Kitt Peak     | Spacewatch          | Mitidika  | MPC                           |
| 380739     | 2005 SA72  | 23 set 2005 | Catalina      | CSS                 | —         | MPC                           |
| 380740     | 2005 SK87  | 24 set 2005 | Kitt Peak     | Spacewatch          | Mitidika  | MPC                           |
| 380741     | 2005 SM89  | 24 set 2005 | Kitt Peak     | Spacewatch          | —         | MPC                           |
| 380742     | 2005 SW97  | 25 set 2005 | Kitt Peak     | Spacewatch          | —         | MPC                           |
| 380743     | 2005 SR102 | 25 set 2005 | Kitt Peak     | Spacewatch          | —         | MPC                           |
| 380744     | 2005 SU110 | 26 set 2005 | Kitt Peak     | Spacewatch          | Mitidika  | MPC                           |
| 380745     | 2005 SW114 | 27 set 2005 | Kitt Peak     | Spacewatch          | —         | MPC                           |
| 380746     | 2005 SF116 | 27 set 2005 | Kitt Peak     | Spacewatch          | Mitidika  | MPC                           |
| 380747     | 2005 SV123 | 29 set 2005 | Anderson Mesa | LONEOS              | —         | MPC                           |
| 380748     | 2005 SH139 | 25 set 2005 | Kitt Peak     | Spacewatch          | Mitidika  | MPC                           |
| 380749     | 2005 SE143 | 25 set 2005 | Kitt Peak     | Spacewatch          | —         | MPC                           |
| 380750     | 2005 SA144 | 25 set 2005 | Kitt Peak     | Spacewatch          | —         | MPC                           |
| 380751     | 2005 SF145 | 25 set 2005 | Kitt Peak     | Spacewatch          | Mitidika  | MPC                           |
| 380752     | 2005 SO159 | 26 set 2005 | Palomar       | NEAT                | —         | MPC                           |
| 380753     | 2005 SC160 | 27 set 2005 | Kitt Peak     | Spacewatch          | —         | MPC                           |
| 380754     | 2005 SS190 | 29 set 2005 | Anderson Mesa | LONEOS              | —         | MPC                           |
| 380755     | 2005 SG200 | 30 set 2005 | Kitt Peak     | Spacewatch          | Mitidika  | MPC                           |
| 380756     | 2005 SU253 | 22 set 2005 | Palomar       | NEAT                | —         | MPC                           |
| 380757     | 2005 ST261 | 22 set 2005 | Palomar       | NEAT                | —         | MPC                           |
| 380758     | 2005 SG268 | 30 set 2005 | Palomar       | NEAT                | —         | MPC                           |
| 380759     | 2005 TL5   | 1 out 2005  | Catalina      | CSS                 | —         | MPC                           |
| 380760     | 2005 TK43  | 5 out 2005  | Socorro       | LINEAR              | Mitidika  | MPC                           |
| 380761     | 2005 TN63  | 6 out 2005  | Kitt Peak     | Spacewatch          | —         | MPC                           |
| 380762     | 2005 TW71  | 3 out 2005  | Catalina      | CSS                 | —         | MPC                           |
| 380763     | 2005 TQ87  | 5 out 2005  | Kitt Peak     | Spacewatch          | —         | MPC                           |
| 380764     | 2005 TM116 | 7 out 2005  | Kitt Peak     | Spacewatch          | —         | MPC                           |
| 380765     | 2005 TM127 | 7 out 2005  | Kitt Peak     | Spacewatch          | —         | MPC                           |
| 380766     | 2005 TZ138 | 8 out 2005  | Kitt Peak     | Spacewatch          | —         | MPC                           |
| 380767     | 2005 TA153 | 6 out 2005  | Mount Lemmon  | Mount Lemmon Survey | Mitidika  | MPC                           |
| 380768     | 2005 TW188 | 13 out 2005 | Kitt Peak     | Spacewatch          | —         | MPC                           |
| 380769     | 2005 UZ65  | 22 out 2005 | Catalina      | CSS                 | —         | MPC                           |
| 380770     | 2005 US90  | 22 out 2005 | Kitt Peak     | Spacewatch          | —         | MPC                           |
| 380771     | 2005 UW209 | 27 out 2005 | Mount Lemmon  | Mount Lemmon Survey | —         | MPC                           |
| 380772     | 2005 UZ215 | 25 out 2005 | Kitt Peak     | Spacewatch          | —         | MPC                           |
| 380773     | 2005 UF223 | 25 out 2005 | Kitt Peak     | Spacewatch          | —         | MPC                           |
| 380774     | 2005 UX242 | 25 out 2005 | Kitt Peak     | Spacewatch          | —         | MPC                           |
| 380775     | 2005 UW315 | 25 out 2005 | Kitt Peak     | Spacewatch          | Mitidika  | MPC                           |
| 380776     | 2005 UW328 | 28 out 2005 | Mount Lemmon  | Mount Lemmon Survey | —         | MPC                           |
| 380777     | 2005 UZ349 | 27 out 2005 | Catalina      | CSS                 | —         | MPC                           |
| 380778     | 2005 UO353 | 29 out 2005 | Catalina      | CSS                 | —         | MPC                           |
| 380779     | 2005 UF403 | 28 out 2005 | Kitt Peak     | Spacewatch          | Pallas    | MPC                           |
| 380780     | 2005 UT510 | 25 out 2005 | Mount Lemmon  | Mount Lemmon Survey | —         | MPC                           |
| 380781     | 2005 UN513 | 28 out 2005 | Kitt Peak     | Spacewatch          | Pallas    | MPC                           |
| 380782     | 2005 UT513 | 23 out 2005 | Kitt Peak     | Spacewatch          | Juno      | MPC                           |
| 380783     | 2005 UD521 | 26 out 2005 | Apache Point  | A. C. Becker        | —         | MPC                           |
| 380784     | 2005 UO531 | 29 out 2005 | Catalina      | CSS                 | Juno      | MPC                           |
| 380785     | 2005 VW5   | 6 nov 2005  | Eskridge      | G. Hug              | —         | MPC                           |
| 380786     | 2005 VF88  | 6 nov 2005  | Kitt Peak     | Spacewatch          | Juno      | MPC                           |
| 380787     | 2005 VH119 | 4 nov 2005  | Mount Lemmon  | Mount Lemmon Survey | Juno      | MPC                           |
| 380788     | 2005 VD135 | 1 nov 2005  | Mount Lemmon  | Mount Lemmon Survey | Pallas    | MPC                           |
| 380789     | 2005 WT4   | 20 nov 2005 | Catalina      | CSS                 | —         | MPC                           |
| 380790     | 2005 WJ17  | 22 nov 2005 | Kitt Peak     | Spacewatch          | —         | MPC                           |
| 380791     | 2005 WV38  | 22 nov 2005 | Kitt Peak     | Spacewatch          | —         | MPC                           |
| 380792     | 2005 WG44  | 21 nov 2005 | Kitt Peak     | Spacewatch          | —         | MPC                           |
| 380793     | 2005 WQ45  | 22 nov 2005 | Kitt Peak     | Spacewatch          | Juno      | MPC                           |
| 380794     | 2005 WV47  | 25 nov 2005 | Kitt Peak     | Spacewatch          | —         | MPC                           |
| 380795     | 2005 WK60  | 21 nov 2005 | Kitt Peak     | Spacewatch          | —         | MPC                           |
| 380796     | 2005 WF101 | 29 nov 2005 | Socorro       | LINEAR              | Juno      | MPC                           |
| 380797     | 2005 WU133 | 25 nov 2005 | Mount Lemmon  | Mount Lemmon Survey | —         | MPC                           |
| 380798     | 2005 WF142 | 29 nov 2005 | Kitt Peak     | Spacewatch          | —         | MPC                           |
| 380799     | 2005 WE146 | 25 nov 2005 | Kitt Peak     | Spacewatch          | —         | MPC                           |
| 380800     | 2005 WH153 | 29 nov 2005 | Palomar       | NEAT                | Juno      | MPC                           |

## 380801–380900
| Designação | Designação | Descoberta  | Descoberta       | Descobridor(es)     | Categoria | Mais informações / Referência |
| Permanente | Provisória | Data        | Local            | Descobridor(es)     | Categoria | Mais informações / Referência |
| ---------- | ---------- | ----------- | ---------------- | ------------------- | --------- | ----------------------------- |
| 380801     | 2005 WA164 | 29 nov 2005 | Kitt Peak        | Spacewatch          | —         | MPC                           |
| 380802     | 2005 WC166 | 29 nov 2005 | Kitt Peak        | Spacewatch          | —         | MPC                           |
| 380803     | 2005 WK177 | 30 nov 2005 | Kitt Peak        | Spacewatch          | —         | MPC                           |
| 380804     | 2005 XC43  | 2 dez 2005  | Kitt Peak        | Spacewatch          | —         | MPC                           |
| 380805     | 2005 XF81  | 7 dez 2005  | Kitt Peak        | Spacewatch          | —         | MPC                           |
| 380806     | 2005 YW6   | 21 dez 2005 | Kitt Peak        | Spacewatch          | —         | MPC                           |
| 380807     | 2005 YJ23  | 4 dez 2005  | Mount Lemmon     | Mount Lemmon Survey | —         | MPC                           |
| 380808     | 2005 YN29  | 24 dez 2005 | Kitt Peak        | Spacewatch          | —         | MPC                           |
| 380809     | 2005 YG38  | 21 dez 2005 | Catalina         | CSS                 | —         | MPC                           |
| 380810     | 2005 YL50  | 25 dez 2005 | Anderson Mesa    | LONEOS              | —         | MPC                           |
| 380811     | 2005 YS53  | 22 dez 2005 | Kitt Peak        | Spacewatch          | —         | MPC                           |
| 380812     | 2005 YS56  | 24 dez 2005 | Kitt Peak        | Spacewatch          | —         | MPC                           |
| 380813     | 2005 YU60  | 22 dez 2005 | Kitt Peak        | Spacewatch          | —         | MPC                           |
| 380814     | 2005 YQ86  | 25 dez 2005 | Mount Lemmon     | Mount Lemmon Survey | —         | MPC                           |
| 380815     | 2005 YW98  | 27 dez 2005 | Catalina         | CSS                 | Juno      | MPC                           |
| 380816     | 2005 YZ99  | 28 dez 2005 | Kitt Peak        | Spacewatch          | —         | MPC                           |
| 380817     | 2005 YM126 | 26 dez 2005 | Kitt Peak        | Spacewatch          | —         | MPC                           |
| 380818     | 2005 YV128 | 30 dez 2005 | Siding Spring    | SSS                 | —         | MPC                           |
| 380819     | 2005 YV134 | 26 dez 2005 | Kitt Peak        | Spacewatch          | —         | MPC                           |
| 380820     | 2005 YB138 | 26 dez 2005 | Kitt Peak        | Spacewatch          | —         | MPC                           |
| 380821     | 2005 YQ143 | 28 dez 2005 | Mount Lemmon     | Mount Lemmon Survey | —         | MPC                           |
| 380822     | 2005 YD168 | 28 dez 2005 | Kitt Peak        | Spacewatch          | —         | MPC                           |
| 380823     | 2005 YT185 | 29 dez 2005 | Kitt Peak        | Spacewatch          | —         | MPC                           |
| 380824     | 2005 YL207 | 28 dez 2005 | Mount Lemmon     | Mount Lemmon Survey | —         | MPC                           |
| 380825     | 2005 YC208 | 26 dez 2005 | Catalina         | CSS                 | —         | MPC                           |
| 380826     | 2005 YP219 | 30 dez 2005 | Catalina         | CSS                 | —         | MPC                           |
| 380827     | 2005 YE221 | 25 dez 2005 | Catalina         | CSS                 | —         | MPC                           |
| 380828     | 2005 YV228 | 25 dez 2005 | Mount Lemmon     | Mount Lemmon Survey | —         | MPC                           |
| 380829     | 2005 YD238 | 29 dez 2005 | Kitt Peak        | Spacewatch          | —         | MPC                           |
| 380830     | 2005 YE288 | 30 dez 2005 | Catalina         | CSS                 | —         | MPC                           |
| 380831     | 2005 YY290 | 29 dez 2005 | Kitt Peak        | Spacewatch          | —         | MPC                           |
| 380832     | 2006 AC    | 3 jan 2006  | Mayhill          | A. Lowe             | —         | MPC                           |
| 380833     | 2006 AN21  | 5 jan 2006  | Catalina         | CSS                 | —         | MPC                           |
| 380834     | 2006 AO22  | 5 jan 2006  | Catalina         | CSS                 | Phocaea   | MPC                           |
| 380835     | 2006 AE32  | 5 jan 2006  | Catalina         | CSS                 | —         | MPC                           |
| 380836     | 2006 AL37  | 4 jan 2006  | Kitt Peak        | Spacewatch          | —         | MPC                           |
| 380837     | 2006 AY38  | 7 jan 2006  | Mount Lemmon     | Mount Lemmon Survey | —         | MPC                           |
| 380838     | 2006 AD56  | 6 jan 2006  | Mount Lemmon     | Mount Lemmon Survey | Phocaea   | MPC                           |
| 380839     | 2006 AP57  | 8 jan 2006  | Anderson Mesa    | LONEOS              | —         | MPC                           |
| 380840     | 2006 AK67  | 9 jan 2006  | Kitt Peak        | Spacewatch          | —         | MPC                           |
| 380841     | 2006 AG68  | 5 jan 2006  | Mount Lemmon     | Mount Lemmon Survey | —         | MPC                           |
| 380842     | 2006 AA79  | 6 jan 2006  | Kitt Peak        | Spacewatch          | Phocaea   | MPC                           |
| 380843     | 2006 AY96  | 29 nov 2005 | Mount Lemmon     | Mount Lemmon Survey | —         | MPC                           |
| 380844     | 2006 AG104 | 6 jan 2006  | Kitt Peak        | Spacewatch          | —         | MPC                           |
| 380845     | 2006 BC3   | 21 jan 2006 | Mount Lemmon     | Mount Lemmon Survey | —         | MPC                           |
| 380846     | 2006 BN7   | 22 jan 2006 | Socorro          | LINEAR              | —         | MPC                           |
| 380847     | 2006 BX22  | 22 jan 2006 | Mount Lemmon     | Mount Lemmon Survey | —         | MPC                           |
| 380848     | 2006 BO25  | 23 jan 2006 | Mount Lemmon     | Mount Lemmon Survey | —         | MPC                           |
| 380849     | 2006 BW25  | 19 jan 2006 | Catalina         | CSS                 | —         | MPC                           |
| 380850     | 2006 BW54  | 23 jan 2006 | 7300 Observatory | W. K. Y. Yeung      | —         | MPC                           |
| 380851     | 2006 BQ75  | 23 jan 2006 | Kitt Peak        | Spacewatch          | —         | MPC                           |
| 380852     | 2006 BZ78  | 23 jan 2006 | Kitt Peak        | Spacewatch          | —         | MPC                           |
| 380853     | 2006 BT101 | 23 jan 2006 | Socorro          | LINEAR              | —         | MPC                           |
| 380854     | 2006 BN107 | 25 jan 2006 | Kitt Peak        | Spacewatch          | —         | MPC                           |
| 380855     | 2006 BZ120 | 26 jan 2006 | Kitt Peak        | Spacewatch          | —         | MPC                           |
| 380856     | 2006 BZ121 | 26 jan 2006 | Kitt Peak        | Spacewatch          | —         | MPC                           |
| 380857     | 2006 BG124 | 26 jan 2006 | Kitt Peak        | Spacewatch          | —         | MPC                           |
| 380858     | 2006 BY130 | 26 jan 2006 | Kitt Peak        | Spacewatch          | —         | MPC                           |
| 380859     | 2006 BN139 | 28 jan 2006 | Mount Lemmon     | Mount Lemmon Survey | —         | MPC                           |
| 380860     | 2006 BL140 | 22 jan 2006 | Mount Lemmon     | Mount Lemmon Survey | —         | MPC                           |
| 380861     | 2006 BR150 | 25 jan 2006 | Kitt Peak        | Spacewatch          | —         | MPC                           |
| 380862     | 2006 BZ154 | 25 jan 2006 | Kitt Peak        | Spacewatch          | —         | MPC                           |
| 380863     | 2006 BJ158 | 25 jan 2006 | Kitt Peak        | Spacewatch          | —         | MPC                           |
| 380864     | 2006 BE182 | 27 jan 2006 | Mount Lemmon     | Mount Lemmon Survey | —         | MPC                           |
| 380865     | 2006 BF217 | 27 jan 2006 | Anderson Mesa    | LONEOS              | —         | MPC                           |
| 380866     | 2006 BP217 | 28 jan 2006 | Catalina         | CSS                 | —         | MPC                           |
| 380867     | 2006 BV221 | 30 jan 2006 | Kitt Peak        | Spacewatch          | —         | MPC                           |
| 380868     | 2006 BC241 | 31 jan 2006 | Kitt Peak        | Spacewatch          | —         | MPC                           |
| 380869     | 2006 BF253 | 31 jan 2006 | Kitt Peak        | Spacewatch          | —         | MPC                           |
| 380870     | 2006 BZ274 | 25 jan 2006 | Kitt Peak        | Spacewatch          | —         | MPC                           |
| 380871     | 2006 BD275 | 26 jan 2006 | Mount Lemmon     | Mount Lemmon Survey | —         | MPC                           |
| 380872     | 2006 CK22  | 1 fev 2006  | Kitt Peak        | Spacewatch          | —         | MPC                           |
| 380873     | 2006 CW22  | 1 fev 2006  | Mount Lemmon     | Mount Lemmon Survey | —         | MPC                           |
| 380874     | 2006 CS44  | 3 fev 2006  | Kitt Peak        | Spacewatch          | —         | MPC                           |
| 380875     | 2006 CU59  | 6 fev 2006  | Mount Lemmon     | Mount Lemmon Survey | —         | MPC                           |
| 380876     | 2006 CW65  | 4 fev 2006  | Catalina         | CSS                 | —         | MPC                           |
| 380877     | 2006 DE    | 20 fev 2006 | Mayhill          | A. Lowe             | —         | MPC                           |
| 380878     | 2006 DF9   | 23 jan 2006 | Kitt Peak        | Spacewatch          | —         | MPC                           |
| 380879     | 2006 DJ10  | 20 fev 2006 | Kitt Peak        | Spacewatch          | —         | MPC                           |
| 380880     | 2006 DX17  | 23 jan 2006 | Kitt Peak        | Spacewatch          | —         | MPC                           |
| 380881     | 2006 DA19  | 1 fev 2006  | Kitt Peak        | Spacewatch          | —         | MPC                           |
| 380882     | 2006 DY19  | 20 fev 2006 | Kitt Peak        | Spacewatch          | —         | MPC                           |
| 380883     | 2006 DO22  | 20 fev 2006 | Kitt Peak        | Spacewatch          | —         | MPC                           |
| 380884     | 2006 DB39  | 21 fev 2006 | Mount Lemmon     | Mount Lemmon Survey | —         | MPC                           |
| 380885     | 2006 DD40  | 22 fev 2006 | Palomar          | NEAT                | —         | MPC                           |
| 380886     | 2006 DE41  | 23 fev 2006 | Anderson Mesa    | LONEOS              | —         | MPC                           |
| 380887     | 2006 DZ41  | 24 fev 2006 | Socorro          | LINEAR              | —         | MPC                           |
| 380888     | 2006 DS42  | 20 fev 2006 | Kitt Peak        | Spacewatch          | —         | MPC                           |
| 380889     | 2006 DV48  | 21 fev 2006 | Mount Lemmon     | Mount Lemmon Survey | —         | MPC                           |
| 380890     | 2006 DT49  | 22 fev 2006 | Anderson Mesa    | LONEOS              | —         | MPC                           |
| 380891     | 2006 DT54  | 24 fev 2006 | Kitt Peak        | Spacewatch          | —         | MPC                           |
| 380892     | 2006 DA68  | 24 fev 2006 | Palomar          | NEAT                | —         | MPC                           |
| 380893     | 2006 DB89  | 24 fev 2006 | Kitt Peak        | Spacewatch          | —         | MPC                           |
| 380894     | 2006 DE90  | 24 fev 2006 | Kitt Peak        | Spacewatch          | —         | MPC                           |
| 380895     | 2006 DT99  | 31 jan 2006 | Kitt Peak        | Spacewatch          | —         | MPC                           |
| 380896     | 2006 DE111 | 26 fev 2006 | Anderson Mesa    | LONEOS              | —         | MPC                           |
| 380897     | 2006 DZ111 | 27 fev 2006 | Mount Lemmon     | Mount Lemmon Survey | —         | MPC                           |
| 380898     | 2006 DX112 | 27 fev 2006 | Kitt Peak        | Spacewatch          | Themis    | MPC                           |
| 380899     | 2006 DS115 | 27 fev 2006 | Kitt Peak        | Spacewatch          | —         | MPC                           |
| 380900     | 2006 DB121 | 22 fev 2006 | Catalina         | CSS                 | —         | MPC                           |

## 380901–381000
| Designação | Designação | Descoberta  | Descoberta        | Descobridor(es)     | Categoria | Mais informações / Referência |
| Permanente | Provisória | Data        | Local             | Descobridor(es)     | Categoria | Mais informações / Referência |
| ---------- | ---------- | ----------- | ----------------- | ------------------- | --------- | ----------------------------- |
| 380901     | 2006 DX126 | 25 fev 2006 | Kitt Peak         | Spacewatch          | —         | MPC                           |
| 380902     | 2006 DM133 | 25 fev 2006 | Kitt Peak         | Spacewatch          | —         | MPC                           |
| 380903     | 2006 DN145 | 25 fev 2006 | Mount Lemmon      | Mount Lemmon Survey | —         | MPC                           |
| 380904     | 2006 DF156 | 27 fev 2006 | Kitt Peak         | Spacewatch          | —         | MPC                           |
| 380905     | 2006 DT173 | 27 fev 2006 | Kitt Peak         | Spacewatch          | —         | MPC                           |
| 380906     | 2006 DB179 | 27 fev 2006 | Socorro           | LINEAR              | —         | MPC                           |
| 380907     | 2006 DC188 | 27 fev 2006 | Kitt Peak         | Spacewatch          | —         | MPC                           |
| 380908     | 2006 DO193 | 28 fev 2006 | Mount Lemmon      | Mount Lemmon Survey | Juno      | MPC                           |
| 380909     | 2006 DO195 | 20 fev 2006 | Catalina          | CSS                 | —         | MPC                           |
| 380910     | 2006 DO213 | 28 fev 2006 | Mount Lemmon      | Mount Lemmon Survey | —         | MPC                           |
| 380911     | 2006 DA217 | 25 fev 2006 | Kitt Peak         | Spacewatch          | —         | MPC                           |
| 380912     | 2006 EY7   | 2 mar 2006  | Kitt Peak         | Spacewatch          | Themis    | MPC                           |
| 380913     | 2006 ED25  | 3 mar 2006  | Kitt Peak         | Spacewatch          | —         | MPC                           |
| 380914     | 2006 EE30  | 3 mar 2006  | Mount Lemmon      | Mount Lemmon Survey | —         | MPC                           |
| 380915     | 2006 EW40  | 4 mar 2006  | Mount Lemmon      | Mount Lemmon Survey | Themis    | MPC                           |
| 380916     | 2006 EL73  | 2 mar 2006  | Kitt Peak         | Spacewatch          | —         | MPC                           |
| 380917     | 2006 EU73  | 3 mar 2006  | Kitt Peak         | Spacewatch          | Juno      | MPC                           |
| 380918     | 2006 FM20  | 23 mar 2006 | Mount Lemmon      | Mount Lemmon Survey | —         | MPC                           |
| 380919     | 2006 FF27  | 24 mar 2006 | Mount Lemmon      | Mount Lemmon Survey | Maria     | MPC                           |
| 380920     | 2006 FO51  | 29 mar 2006 | Socorro           | LINEAR              | —         | MPC                           |
| 380921     | 2006 GP2   | 2 abr 2006  | Kitt Peak         | Spacewatch          | —         | MPC                           |
| 380922     | 2006 GG7   | 2 abr 2006  | Kitt Peak         | Spacewatch          | —         | MPC                           |
| 380923     | 2006 GL20  | 2 abr 2006  | Kitt Peak         | Spacewatch          | —         | MPC                           |
| 380924     | 2006 GT35  | 7 abr 2006  | Catalina          | CSS                 | —         | MPC                           |
| 380925     | 2006 GO43  | 2 abr 2006  | Kitt Peak         | Spacewatch          | —         | MPC                           |
| 380926     | 2006 HA    | 17 abr 2006 | Mayhill           | A. Lowe             | Flora     | MPC                           |
| 380927     | 2006 HA2   | 18 abr 2006 | Palomar           | NEAT                | —         | MPC                           |
| 380928     | 2006 HJ3   | 18 abr 2006 | Kitt Peak         | Spacewatch          | —         | MPC                           |
| 380929     | 2006 HU30  | 25 abr 2006 | Catalina          | CSS                 | —         | MPC                           |
| 380930     | 2006 HA31  | 20 abr 2006 | Lulin Observatory | Q.-z. Ye            | —         | MPC                           |
| 380931     | 2006 HE61  | 22 abr 2006 | Siding Spring     | SSS                 | —         | MPC                           |
| 380932     | 2006 HQ73  | 25 abr 2006 | Kitt Peak         | Spacewatch          | —         | MPC                           |
| 380933     | 2006 HD74  | 25 abr 2006 | Kitt Peak         | Spacewatch          | Maria     | MPC                           |
| 380934     | 2006 HX75  | 25 abr 2006 | Kitt Peak         | Spacewatch          | —         | MPC                           |
| 380935     | 2006 HM82  | 26 abr 2006 | Kitt Peak         | Spacewatch          | —         | MPC                           |
| 380936     | 2006 HY87  | 30 abr 2006 | Kitt Peak         | Spacewatch          | —         | MPC                           |
| 380937     | 2006 JR9   | 1 mai 2006  | Kitt Peak         | Spacewatch          | Maria     | MPC                           |
| 380938     | 2006 JZ31  | 3 mai 2006  | Kitt Peak         | Spacewatch          | —         | MPC                           |
| 380939     | 2006 JV36  | 25 abr 2006 | Kitt Peak         | Spacewatch          | —         | MPC                           |
| 380940     | 2006 JX43  | 24 abr 2006 | Kitt Peak         | Spacewatch          | —         | MPC                           |
| 380941     | 2006 JR46  | 7 mai 2006  | Kitt Peak         | Spacewatch          | —         | MPC                           |
| 380942     | 2006 KP2   | 18 mai 2006 | Catalina          | CSS                 | —         | MPC                           |
| 380943     | 2006 KG12  | 20 mai 2006 | Kitt Peak         | Spacewatch          | —         | MPC                           |
| 380944     | 2006 KD16  | 20 mai 2006 | Palomar           | NEAT                | Eos       | MPC                           |
| 380945     | 2006 KS22  | 20 mai 2006 | Catalina          | CSS                 | —         | MPC                           |
| 380946     | 2006 KX26  | 20 mai 2006 | Kitt Peak         | Spacewatch          | —         | MPC                           |
| 380947     | 2006 KL33  | 20 mai 2006 | Kitt Peak         | Spacewatch          | —         | MPC                           |
| 380948     | 2006 KR41  | 19 mai 2006 | Palomar           | NEAT                | —         | MPC                           |
| 380949     | 2006 KL57  | 22 mai 2006 | Kitt Peak         | Spacewatch          | Maria     | MPC                           |
| 380950     | 2006 KB67  | 24 mai 2006 | Mount Lemmon      | Mount Lemmon Survey | —         | MPC                           |
| 380951     | 2006 KQ83  | 20 mai 2006 | Kitt Peak         | Spacewatch          | —         | MPC                           |
| 380952     | 2006 KV96  | 25 mai 2006 | Kitt Peak         | Spacewatch          | Brangane  | MPC                           |
| 380953     | 2006 KQ123 | 30 mai 2006 | Mount Lemmon      | Mount Lemmon Survey | —         | MPC                           |
| 380954     | 2006 KR124 | 30 mai 2006 | Mount Lemmon      | Mount Lemmon Survey | —         | MPC                           |
| 380955     | 2006 MS11  | 21 abr 2006 | Kitt Peak         | Spacewatch          | —         | MPC                           |
| 380956     | 2006 PW9   | 13 ago 2006 | Palomar           | NEAT                | —         | MPC                           |
| 380957     | 2006 PD11  | 13 ago 2006 | Palomar           | NEAT                | —         | MPC                           |
| 380958     | 2006 QD11  | 21 ago 2006 | Kitt Peak         | Spacewatch          | —         | MPC                           |
| 380959     | 2006 QF22  | 19 ago 2006 | Anderson Mesa     | LONEOS              | —         | MPC                           |
| 380960     | 2006 QW31  | 21 jul 2006 | Catalina          | CSS                 | —         | MPC                           |
| 380961     | 2006 QX35  | 17 ago 2006 | Palomar           | NEAT                | —         | MPC                           |
| 380962     | 2006 QW42  | 17 ago 2006 | Palomar           | NEAT                | —         | MPC                           |
| 380963     | 2006 QV59  | 19 ago 2006 | Palomar           | NEAT                | —         | MPC                           |
| 380964     | 2006 QQ75  | 21 ago 2006 | Kitt Peak         | Spacewatch          | —         | MPC                           |
| 380965     | 2006 QS117 | 27 ago 2006 | Anderson Mesa     | LONEOS              | —         | MPC                           |
| 380966     | 2006 QZ141 | 18 ago 2006 | Palomar           | NEAT                | —         | MPC                           |
| 380967     | 2006 QT161 | 19 ago 2006 | Kitt Peak         | Spacewatch          | —         | MPC                           |
| 380968     | 2006 RQ39  | 12 set 2006 | Catalina          | CSS                 | —         | MPC                           |
| 380969     | 2006 RW62  | 14 set 2006 | Catalina          | CSS                 | —         | MPC                           |
| 380970     | 2006 RF70  | 15 set 2006 | Kitt Peak         | Spacewatch          | —         | MPC                           |
| 380971     | 2006 RG72  | 15 set 2006 | Kitt Peak         | Spacewatch          | —         | MPC                           |
| 380972     | 2006 RK93  | 15 set 2006 | Kitt Peak         | Spacewatch          | —         | MPC                           |
| 380973     | 2006 SC20  | 18 set 2006 | Kitt Peak         | Spacewatch          | —         | MPC                           |
| 380974     | 2006 SC24  | 18 set 2006 | Catalina          | CSS                 | —         | MPC                           |
| 380975     | 2006 SA29  | 29 ago 2006 | Kitt Peak         | Spacewatch          | —         | MPC                           |
| 380976     | 2006 SW33  | 17 set 2006 | Catalina          | CSS                 | —         | MPC                           |
| 380977     | 2006 SD46  | 18 set 2006 | Anderson Mesa     | LONEOS              | —         | MPC                           |
| 380978     | 2006 SY49  | 20 set 2006 | La Sagra          | Mallorca Obs.       | —         | MPC                           |
| 380979     | 2006 SG56  | 19 set 2006 | Catalina          | CSS                 | —         | MPC                           |
| 380980     | 2006 SN110 | 20 set 2006 | Catalina          | CSS                 | —         | MPC                           |
| 380981     | 2006 SU131 | 26 set 2006 | Catalina          | CSS                 | —         | MPC                           |
| 380982     | 2006 SU133 | 17 set 2006 | Kitt Peak         | Spacewatch          | —         | MPC                           |
| 380983     | 2006 SE136 | 20 set 2006 | Catalina          | CSS                 | —         | MPC                           |
| 380984     | 2006 SR160 | 23 set 2006 | Kitt Peak         | Spacewatch          | —         | MPC                           |
| 380985     | 2006 SN209 | 18 set 2006 | Catalina          | CSS                 | —         | MPC                           |
| 380986     | 2006 SO222 | 18 set 2006 | Kitt Peak         | Spacewatch          | —         | MPC                           |
| 380987     | 2006 SS285 | 27 set 2006 | Mount Lemmon      | Mount Lemmon Survey | —         | MPC                           |
| 380988     | 2006 SY320 | 27 set 2006 | Kitt Peak         | Spacewatch          | —         | MPC                           |
| 380989     | 2006 SZ321 | 27 set 2006 | Kitt Peak         | Spacewatch          | —         | MPC                           |
| 380990     | 2006 SO325 | 27 set 2006 | Kitt Peak         | Spacewatch          | —         | MPC                           |
| 380991     | 2006 SO327 | 27 set 2006 | Kitt Peak         | Spacewatch          | —         | MPC                           |
| 380992     | 2006 SJ332 | 28 set 2006 | Mount Lemmon      | Mount Lemmon Survey | —         | MPC                           |
| 380993     | 2006 SZ365 | 30 set 2006 | Mount Lemmon      | Mount Lemmon Survey | —         | MPC                           |
| 380994     | 2006 SJ400 | 19 set 2006 | Catalina          | CSS                 | —         | MPC                           |
| 380995     | 2006 TT19  | 28 set 2006 | Mount Lemmon      | Mount Lemmon Survey | —         | MPC                           |
| 380996     | 2006 TK20  | 11 out 2006 | Kitt Peak         | Spacewatch          | —         | MPC                           |
| 380997     | 2006 TG42  | 12 out 2006 | Kitt Peak         | Spacewatch          | —         | MPC                           |
| 380998     | 2006 TO42  | 12 out 2006 | Kitt Peak         | Spacewatch          | —         | MPC                           |
| 380999     | 2006 TE43  | 12 out 2006 | Kitt Peak         | Spacewatch          | —         | MPC                           |
| 381000     | 2006 TV57  | 15 out 2006 | Catalina          | CSS                 | —         | MPC                           |